# Historia de la música folklórica de Argentina

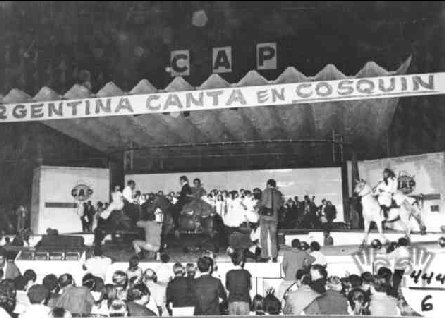
Escenario Atahualpa Yupanqui, del tradicional Festival de Cosquín, el más importante de la música folklórica de Argentina.

La música folklórica de Argentina encuentra sus raíces en la multiplicidad de culturas indígenas originarias. Cuatro grandes acontecimientos históricos-culturales la fueron moldeando: la colonización española y la inmigración africana forzada causada por el tráfico de esclavos durante la dominación española (siglos XVI-XIX); la gran ola de inmigración europea (1880-1950) y la gran migración interna (1930-1980).

Aunque estrictamente el "folclore" solo es aquella expresión cultural que reúne los requisitos de ser anónima, popular y tradicional, en Argentina se conoce como folklore o música folklórica a la música popular de autor conocido, inspirada en ritmos y estilos característicos de las culturas provinciales, mayormente de raíces indígenas y afro-hispano colonial. Técnicamente, la denominación adecuada es música de proyección folklórica de Argentina.
En Argentina, la música de proyección folklórica comenzó a adquirir popularidad en los años treinta y cuarenta del siglo XX, en coincidencia con una gran ola de migración interna: a las ciudades desde las zonas rurales y a la Ciudad Buenos Aires y sus alrededores desde el resto del país (el llamado "interior"). Se instala en los años cincuenta, con el «boom del folklore», como género principal de la música popular nacional junto al tango.
En los años sesenta y setenta se expandió la popularidad del «folklore» argentino y se vinculó a otras expresiones similares de América Latina, de la mano de diversos movimientos de renovación musical y lírica, y la aparición de grandes festivales del género, en particular del Festival Nacional de Folklore de Cosquín, uno de los más importantes del mundo en ese campo.
Luego de ser seriamente afectado por la represión cultural impuesta por la dictadura cívico militar instalada entre 1976-1983, la música folklórica resurgió a partir de la Guerra de las Malvinas de 1982, aunque con expresiones más relacionadas con otros géneros de la música popular argentina y latinoamericana, como el tango, el llamado «rock nacional», la balada romántica latinoamericana, el cuarteto y la cumbia colombiana.
La evolución histórica fue conformando cuatro grandes regiones en la música folklórica argentina: la cordobesa-noroeste, la cuyana, la litoraleña y la surera pampeano-patagónica influyentes en las culturas musicales de los países fronterizos: Bolivia, sur de Brasil, Chile, Paraguay y Uruguay. Atahualpa Yupanqui es unánimemente considerado como el artista más importante de la historia de la música folklórica de la Argentina.

## Raíces indígenas
Salvador Canals Frau en su libro Prehistoria de América, enseña que la música, junto al canto y la danza, posiblemente aparecieron en América junto con los primeros seres humanos que llegaron a ese continente.
Entre los primeros instrumentos musicales encontrados en Sudamérica se encuentran la flauta primitiva y la churinga, esta última de gran difusión en Australia y que está especialmente presente en las culturas patagónicas, una de las similitudes tenidas en cuenta por el antropólogo Antonio Méndes Correia para sostener su hipótesis sobre el origen australiano del hombre americano y su ingreso por el extremo sur del continente.
En el actual territorio argentino existieron cuatro grandes áreas de culturas indígenas: la centro-andina, la mesopotámica-litoraleña, la chaqueña y la pampeana-patagónica. Las dos primeras caerían bajo dominio español a partir del siglo XVI, pero las dos segundas se mantendrían independientes hasta fines del siglo XIX. El Instituto Nacional de Musicología Carlos Vega posee una colección de más de 400 instrumentos musicales indígenas y folklóricos, cada uno de ellos con su respectivo análisis organológico, algunos de los cuales pueden ser vistos en el Museo Virtual de Instrumentos Musicales que el mismo mantiene en su sitio web.

### Área centro-andina

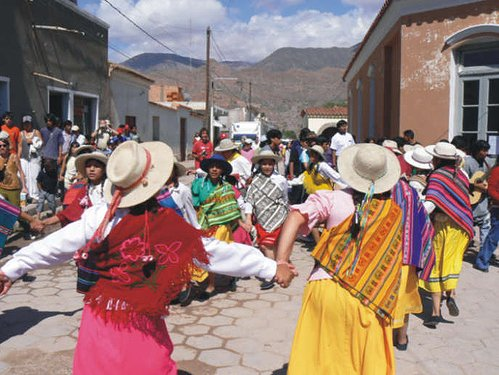
El carnavalito, estilo andino milenario del folklore argentino.

Las culturas del área centro-andina se caracterizaron por haber desarrollado civilizaciones agrocerámicas sedentarias. Estas culturas han tenido una alta influencia en el folklore argentino «andino», tanto con referencia a los instrumentos, como a los estilos musicales, las líneas estético-musicales, e incluso el idioma, principalmente el quechua. Entre los instrumentos su influencia ha sido decisiva para el desarrollo de los instrumentos de viento, característicos del folklore andino, como el siku, la quena, el pincullo, el erque, la ocarina de cerámica, etc., construidos generalmente en escala pentatónica, así como la caja, que ocupa un papel central en el canto bagualero.
Entre los estilos musicales indígenas, aportados al folklore argentino, se destaca la baguala, procedente de la nación diaguita-calchaquí.
También el yaraví, antecedente de la vidala, y el huayno, provienen de la civilización andina prehispánica.
El carnavalito jujeño, danza prehispánica de gran importancia folklórica, ya se bailaba en la zona norte a la llegada de los europeos.
La chaya, que luego caracterizaría al folklore riojano, también proviene del arte diaguita dedicado a celebrar la cosecha.
Leda Valladares, especialmente, ha puesto de manifiesto la importancia del canto con caja en la cultura andina.

En Argentina el canto con caja tiene tres canciones y múltiples repertorio de ellas: baguala, tonada y vidala. Cada una pertenece a un sistema musical diferente... Grito en el cielo nos instala en el canto ancestral con una técnica de expresión milenaria y poderosas melodías. Los sagrados cantores de los valles, los «vallistos» que descienden de los siglos andinos nos están esperando en los cerros del noroeste argentino para revelarnos otra dimensión del canto, terrestre y sideral. Al escucharlos aterrizamos en América y la descubrimos. Sus discursos de cantores es la suprema desnudez: solo tres notas escalofriadas por la voz del abismo. Este rayo nos inicia en el canto planetario que establece la jerarquía del grito y el lamento como sacralidades del iniciado.
Leda Valladares.

### Área litoraleña
En el área litoraleña, se destacó la cultura agro-cerámica guaraní, de la cual provienen gran cantidad de elementos del folklore actual. Muchos de estos elementos desaparecieron con la conquista, como la mayoría de los instrumentos musicales (congoera, tururu, mburé, mbaracá, guatapú mimby, etc).
Durante la colonización española, la cultura guaraní evolucionaría de modo especial en las misiones jesuíticas, creando una cultura musical autónoma, que influiría considerablemente en el folklore litoraleño argentino.

### Área pampeana-patagónica
A diferencia de las regiones centro-andina y mesopotámica-litoraleña, España no logró conquistar a los pueblos indígenas que vivían en las regiones chaqueña y pampeana-patagónica, los que finalmente resultaron militarmente sometidos por el Estado argentino entre fines del siglo XIX y principios del siglo XX. Por esta razón, en muchos casos, la música indígena en estas áreas es interpretada, aún en el presente, sin fusiones con la música proveniente de otras culturas presentes en Argentina.
En el área pampeana-patagónica se instalaron diversas culturas, entre ellas las más antiguas de las que vivieron en el actual territorio argentino. Algunos de estos pueblos son: tehuelche, pehuenche, mapuche, ranquel, yagán, selknam, etc. De todas ellas, la cultura mapuche logró dominar gran parte de la región, a partir del siglo XVII, «mapuchizando» a las culturas patagónicas y pampeanas, con excepción de las fueguinas.
La música mapuche aún sigue interpretándose como se hacía antes de la llamada Conquista del Desierto (1876-1880), la guerra mediante la cual Argentina conquistó los territorios pampeano-patagónicos. Se caracteriza por un fuerte componente sacro, en la que el canto a cappella tiene un rol destacado, y el uso de instrumentos musicales de invención propia, como el cultrún, la trutruca, el torompe, la cascahuilla y la pifilca.
Entre los estilos musicales origen mapuche se destaca el loncomeo, que incluye una danza grupal al son de cajas y cuernos.
Entre los testimonios de música indígena patagónica, se destacan las grabaciones de canciones selk’nam (onas) y yaganes realizadas por Charles Wellington en 1907 y 1908. También constituye un documento de gran valor las canciones interpretadas por Lola Kiepja, conocida como «la última selk’nam», recopiladas por Anne Chapman en dos discos producidos por el Museo del Hombre de París, bajo el título Selk’nam chants of Tierra del Fuego, Argentina (Cantos selk’nam de Tierra del Fuego, Argentina), algunas de las cuales pueden escucharse en Internet.

### Área chaqueña
En el área chaqueña se asentaron culturas como la guaycurú (abipones, mbayáes, payaguáes, mocovíes, wichís y pilagás), la qom y la avá guaraní. Al igual que las culturas pampano-patagónicas, tuvieron en común el haber resistido la conquista española e impedido la colonización.
Los indígenas chaquenses utilizaron —y aún siguen utilizando— una gran variedad de instrumentos musicales, como el novike o n’vike, el cataqui o tambor de agua, el yelatáj chos woley (arcos musicales), la guimbarda o trompl, los sonajeros de uñas y de calabaza, el coioc, el naseré, el sereré y las flautillas chaqueñas.
La música de las culturas chaquenses tiende a la interacción del músico con los sonidos naturales. Instrumentos como el naseré, el sereré y el coioc, simulan el canto de los pájaros y provocan la respuesta de estos, que se integran de ese modo a la experiencia musical.
Uno de los principales instrumentos de estas culturas, el nobique o n’vike, un instrumento de una cuerda similar al laúd, ha inspirado una leyenda musical, que le atribuye al instrumento haber dado origen al lucero del alba (Venus).
Entre los cantos ancestrales que se han preservado se encuentra Yo ’Ogoñí (‘el amanecer’), un cántico qom que se realizaba diariamente para cantar al nacimiento del sol.
Entre los grupos y artistas que ejecutan música indígena chaquense, se encuentra el Coro Toba Chelaalapi, algunas de cuyas interpretaciones pueden ser escuchadas en Internet.

## Raíces africanas

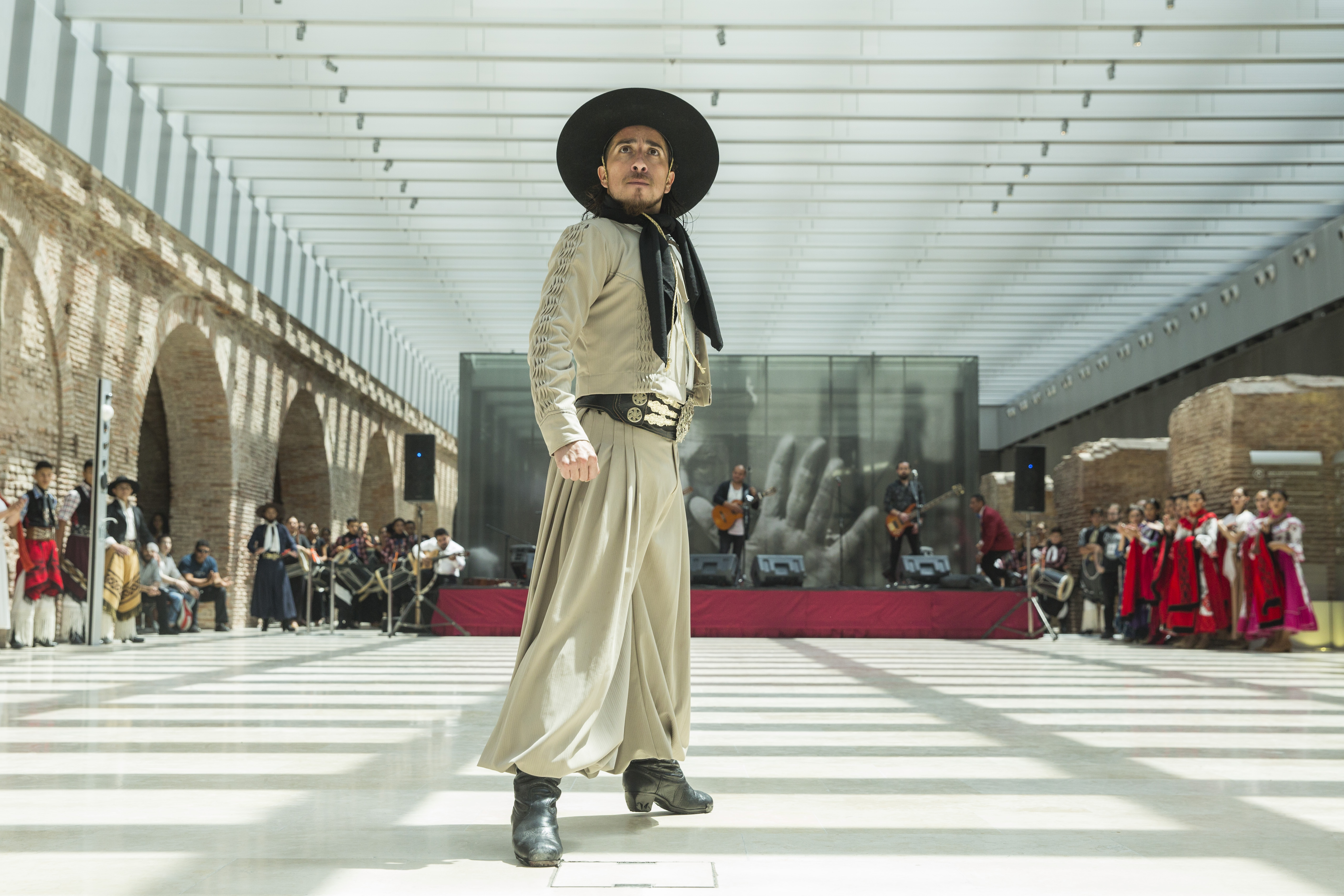
Solista de malambo.

Los africanos llevados como esclavos a Argentina durante el período colonial, y sus descendientes nacidos en el territorio que hoy es Argentina (afro-argentinos), contribuyeron en la construcción de la Nación Argentina y su cultura. No es una excepción la música, y dentro de esta la música folklórica.
El candombe fue folklore hasta poco después la caída de Rosas. Se sigue interpretando en el presente, en varias de sus versiones (afro-porteño, afro-correntino, etc.); entre ellos destaca el candombe porteño. Además se conservan otros ritmos afro-argentinos como la zemba o charanda, ritmo asociado al culto de San Baltazar que se realiza en el Nordeste argentino, en especial en Corrientes y Chaco.
En cuanto al folklore argentino, reconocido como tal desde hace años hasta hoy en día, que tiene influencia africana y afro-argentina, destacan: la chacarera, la payada, la milonga campera, el malambo, y -quizás- el gato. También tienen influencias africanas el tango y la milonga ciudadana. En esta última los afro-argentinos influyeron, sobre todo, en su danza. También la murga porteña, tiene varios ingredientes recibidos por parte de los afro-porteños y su candombe; de modo que al fusionarse estos ritmos con otros no africanos, surgió la murga argentina.
Mientras que el origen exacto de la chacarera sigue siendo poco conocido, se cree -y algunos afirman- que tuvo su origen en Salavina (Provincia de Santiago del Estero). Esta danza tiene una clara influencia africana notada en el ritmo ágil, sobre todo en el toque del bombo legüero. Esto se podría comprender, si se tiene en cuenta la gran cantidad de afrosantiagueños que había en los siglo XVIII y XIX en Santiago del Estero; y sabiendo que casi un 70% de la población de Salavina a mediado y finales del siglo XIX (época en la que se gestó la chacarera) era afroargentina. También, el historiador Juan Álvarez, mediante el principio comparativo melorítmico de la escuela de Berlín, estableció (más que posibles) filiaciones afro en estilos musicales como el tango, la milonga bonaerense, el caramba y el marote.
De esta manera, la chacarera tendría grandes aportes africanos, al igual que el malambo (cosa que se ve en el vivaz zapateo, que comparte raíces africanas con los pequeños zapateos afro-peruanos), el tango, la payada, el gato (ritmo que influyó mucho en la chacarera), la milonga campera pampeana y la danza de la milonga ciudadana.

## Raíces coloniales

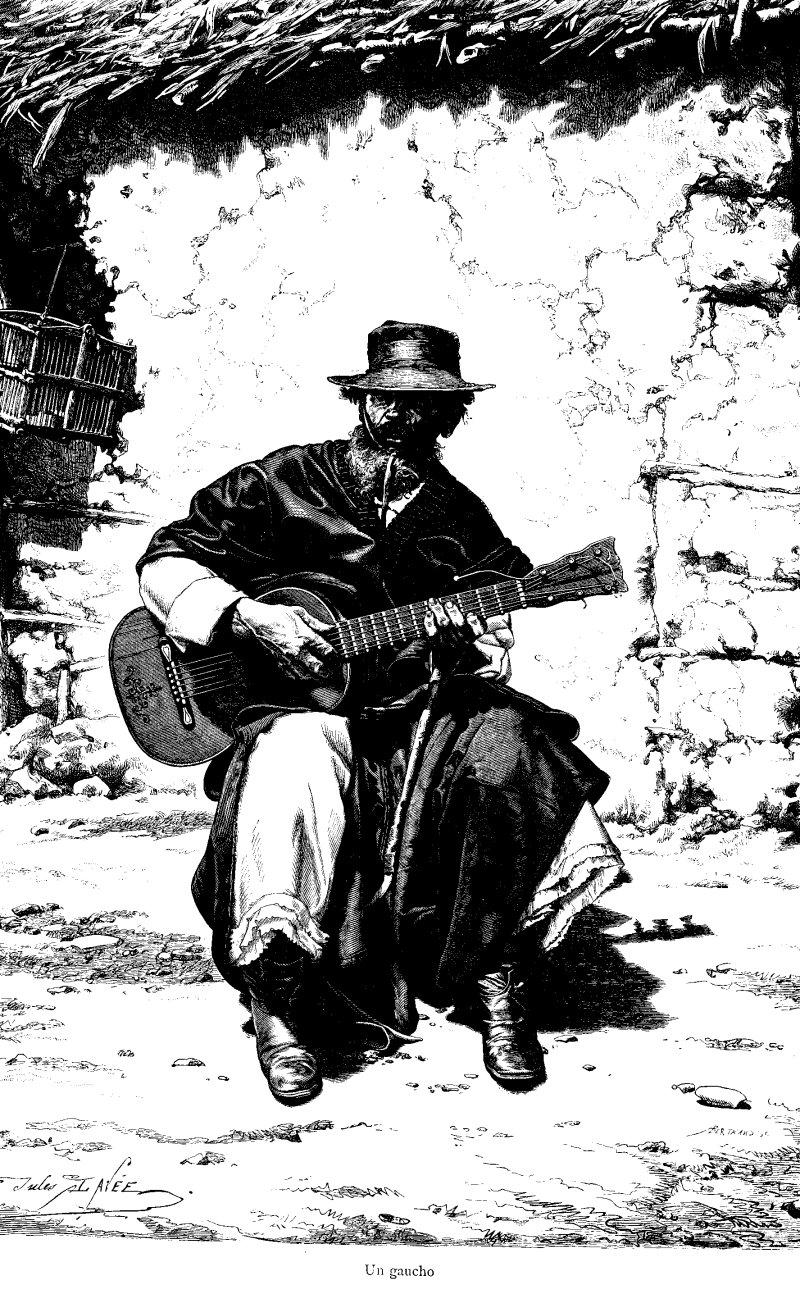
La colonización española y el mestizaje biológico y cultural llevaron a la creación de nuevas formas de música popular, como la payada, estilo preferido del gaucho.

La colonización española aportó los criterios estéticos, técnicas e instrumentos característicos de la música europea. El mestizaje biológico y cultural que caracterizó a la colonia llevó al desarrollo de danzas, instrumentos y técnicas musicales propias (mestizas o criollas), que tendrían una influencia decisiva en el folklore argentino.
Entre los aportes europeos más importantes se destacan la vihuela o «guitarra criolla» y el bombo legüero, y un instrumento nuevo, el charango, una guitarrilla europea similar al tiple de las Islas Canarias, fabricado con la caparazón de un armadillo, de gran importancia para el folklore norteño andino.
Entre los más antiguos ritmos folklóricos coloniales se destacan la vidala y la vidalita, cantos de honda influencia indígena prehispánica, originariamente sagrados y de proyección cósmica, derivadas de la baguala y el yaraví prehispánicos, acompañadas con la caja andina o el bombo.
En las misiones jesuíticas los guaraníes desarrollaron una música de estilo único, apoyada en el cordófono (arpa) y una especie precursora del acordeón. Los misiones guaraníes fabricaron todo tipo de instrumentos: órganos, arpas, violines, trompas, cornetas, clavicordios, chirimías, fagotes y flautas. Allí aparece el chamamé tradicional.

En el Archivo de Indias, en España, hay documentación que demuestra que nuestra música ya existía cuando llegaron las misiones jesuíticas a Yapeyú. Los jesuitas instalaron en esa zona la fabricación más grande de instrumentos musicales del Río de la Plata y se cree que el acordeón nos llegó con ellos, para suplantar al órgano en la liturgia. Lo cierto es que al chamamé le vino bien por la escala diatónica y así se fue incorporando. En la época de la colonia las damas de la sociedad aprendían a bailarlo con maestros indios.
Antonio Tarragó Ros.

En el sur de la colonia española en el Río de La Plata, en la frontera con el territorio indígena, se desarrolló una música gaucha, de naturaleza individual, con presencia protagónica de la guitarra criolla y el canto solista. Entre las danzas se destaca el malambo, un zapateo masculino, nacido a principios del siglo XVII. De gran importancia fueron las payadas, duelos de guitarra y canto entre gauchos.
También en la zona del Río de la Plata, sobre fines del siglo XVIII apareció el candombe, estilo musical y danza creada por los esclavos de origen africano, basada en ritmos de tamboril.

## Independencia y guerras civiles

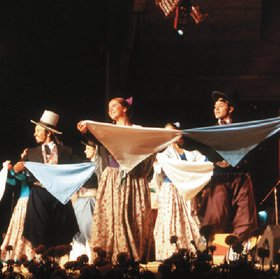
El pericón: la Independencia abrió un período de creación de estilos musicales propios.

La independencia de España trajo consecuencias muy importantes para el desarrollo de la música folklórica argentina, al igual que en los demás países hispanoamericanos. En los años inmediatamente posteriores a la Revolución de mayo de 1810, que dio origen al proceso independentista, aparecen muchas de las danzas y estilos características del folklore argentino, como el cielito, el pericón, el gato, el cuándo, el escondido, el triunfo. En general se trata de estilos vivaces y picarescos, de raíz popular, que contrastaban con los estilos de salón preferidos por la cultura colonial española.
«El cielito fue el gran canto popular de la Independencia. Atraído por la revolución, vino de las pampas bonaerenses, ascendió a los estrados, se incorporó a los ejércitos y difundió por Sudamérica su enardecido grito rural».
Entre los cielitos patrióticos se destacan claramente los compuestos por el oriental Bartolomé Hidalgo, fundador de la literatura gauchesca. Uno de ellos dice:

Cielito, cielo que sí
Americanos unión,
Y díganle al rey Fernando
Que mande otra expedición.

El pericón adquirió el carácter de una danza patriótica, tanto en la Argentina como en Paraguay y Uruguay —que inicialmente habían permanecido unidos—. También fue llevado a Chile por José de San Martín, en 1817. En 1887, el músico uruguayo Gerardo Grasso compuso el Pericón nacional, tema que es el que se baila en el presente en ambos países.
También el triunfo apareció entonces como danza, para festejar, precisamente, el triunfo independentista. Una de las letras más antiguas dice:

Este es el triunfo, niña
de los patriotas,
huían los realistas
como gaviotas.

Las guerras de Independencia y civiles impulsaron también el ascenso de las vidalitas, rescatadas por «las cholas tucumanas» para el canto de los soldados en campaña, debido a su contenido «excluyente de penas y cargadas de chanzas, contraponiéndose a los lamentos de la vidala».
De esta corriente surgieron las vidalitas de las guerras civiles entre unitarios y federales, como la famosa Vidalita de Lamadrid:

Perros unitarios,
Vidalitá,
Nada han respetado.
A inmundos franceses
Vidalitá,
Ellos se han aliado.

El bando unitario también ha legado una vidalita histórica:

Palomita blanca,
Vidalitá,
Que cruzas el valle,
Ve a decirle a todos,
Vidalitá,
Que ha muerto Lavalle.

Entre todos los estilos surgidos en este período, fue el gato el que alcanzó la mayor popularidad y se convirtió en el preferido de la cultura gauchesca.
El gato, un estilo vivaz y picaresco, introdujo en la década de 1830, también las relaciones, un tipo de coplas humorísticas que los bailarines recitan al detenerse la música, que también se realizaron en el cielito, el pericón y los aires.
En las décadas siguientes las relaciones se combinarían con el «aro-aro», característico de la cueca, un grito que pronunciaban los asistentes al baile o los músicos, que tenía la virtud de suspender instantáneamente la música, para dar paso a un momento de brindis o relaciones humorísticas.
Esta costumbre de combinar el humor y la música pasaría en la segunda mitad del siglo XIX a la chacarera y el chamamé.
De esta época data un personaje legendario, Santos Vega, que es el primer músico popular famoso del folklore argentino. Según la leyenda, Santos Vega era un payador tan extraordinario que se atrevió a payar con el diablo, luego de lo cual desapareció para siempre, sin que volviera a saberse de él.

## Durante la inmigración europea: tango y folklore

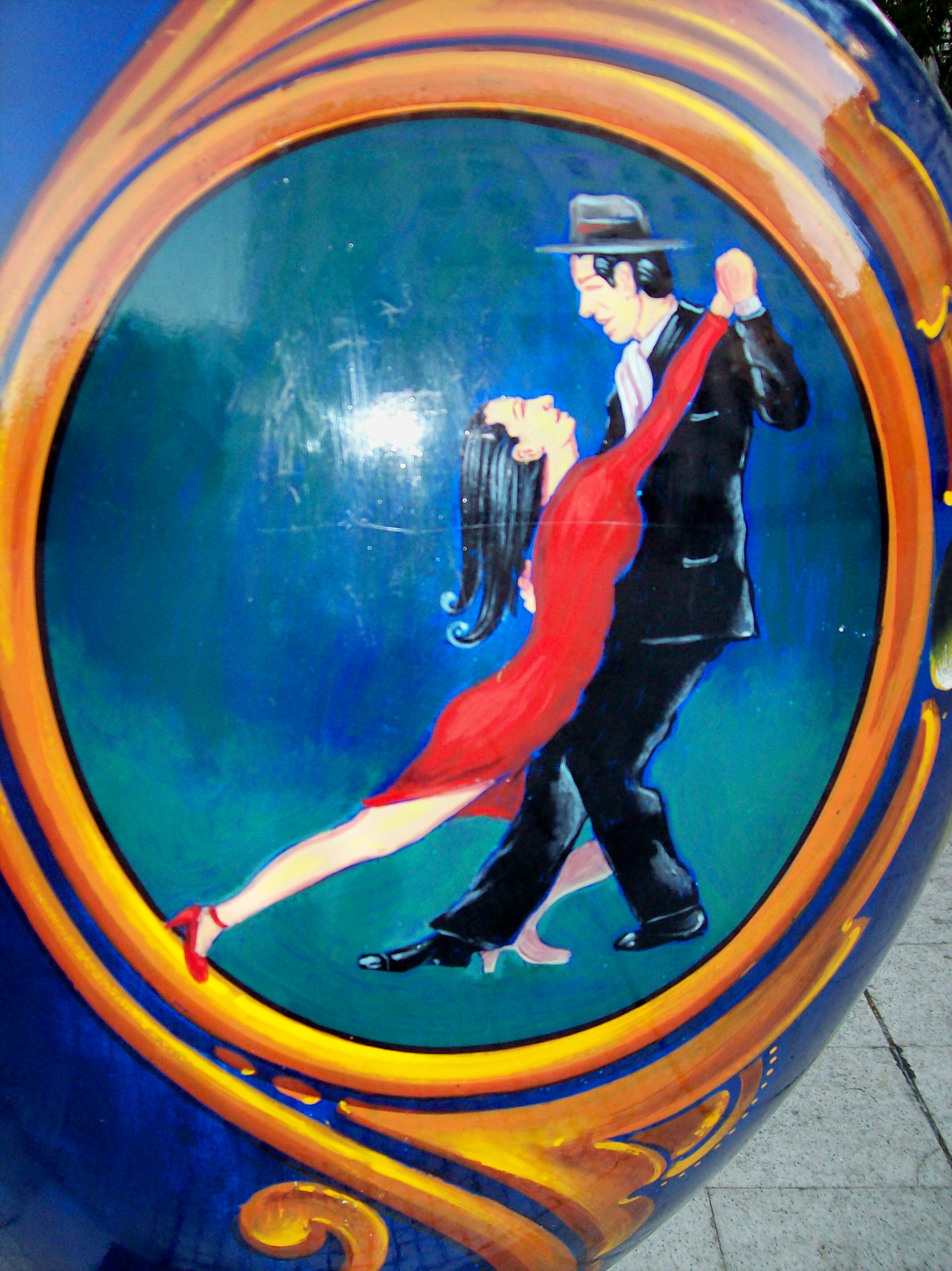
En la segunda mitad del aparece el tango. Desde entonces la música popular argentina se caracterizaría por la dualidad tango (ciudad)-folklore (campo).

La gran oleada inmigratoria sucedida entre 1880-1950, principalmente europea, influiría en la música popular argentina.
Desde entonces, el tango y el folklore aparecieron como formas diferenciadas y hasta encontradas de la música popular argentina: el tango como la «música ciudadana», mientras que el folklore quedó identificado con la música rural. Durante varias décadas el tango se instaló como la música popular argentina, postergando al folklore, que permaneció aislado en los ámbitos locales de cada región.
Previamente a este período aparecen algunos géneros fundamentales del folklore argentino, como la chacarera, la zamba, la milonga campera o simplemente milonga (décadas antes de la milonga ciudadana) y la arunguita.
La chacarera parece haber nacido a mediados del siglo XIX, en Santiago del Estero (se dice que en Salavina), pero su origen histórico se desconoce. En la Chacarera se nota influencia afro, sobre todo en su ritmo, por la población de afrosantiagueños en los siglo XVIII y XIX. La primera partitura de chacarera que se conoce la daría Andrés Chazarreta, 1911.
Para fines de la década de 1860 aparece la zamba argentina, estilo nacional argentino por excelencia, diferenciándose de la zamacueca afroperuana, de la cual deriva, ingresada a la Argentina entre 1825 y 1830 a través de Bolivia. La Zamba de Vargas es la más antigua de las que se tiene registro y fue posiblemente la primera en aparecer con las características de la zamba argentina. Cabe decir, que la cueca tiene casi el mismo ritmo que la zamba aunque con un tempo más rápido, por lo cual son géneros diferentes
Por el oeste, desde Chile, la cueca ingresa en Cuyo y en La Rioja transformándose en cueca riojana. La cueca norteña (o chilena a secas), se estableció en Jujuy, expandiéndose a Salta y Tucumán a fines del siglo XIX. Aunque se la conoce en el NOA como chilena musical, coreográficamente presenta diferencias con la cueca chilena, ya que es una versión más antigua de la cueca que ingresó a la Argentina desde Perú a través de Bolivia. En general se reserva el nombre de chilena para las cuecas bimodales.
En la segunda mitad del siglo XIX aparece en el Nordeste el chamamé (adquirió este nombre en la década del '30), como resultado de la fusión de las músicas de los inmigrantes alemanes, polacos, ucranianos y judíos (principalmente la polka y el shottis) con los ritmos de la cultura indígena guaraní y de las tradiciones afro-rioplatenses. El chamamé y el purajhei o polka paraguaya, serían el eje alrededor del cual se estructuraría la música litoraleña, como una de las grandes ramas de la música folklórica argentina. Al igual que el tango, las danzas litoraleñas adoptaron una coreografía de pareja enlazada con libertad para los bailarines, que se realizaban en bailantas populares. Desde entonces el término «bailanta» se extendería por todo el país para designar los bailes populares.
A las últimas décadas del siglo XIX corresponden payadores famosos como el porteño afroargentino Gabino Ezeiza o el santiagueño José Enrique Ordóñez (el Zunko Viejo). Por la misma época el circo criollo —aparecido en la década de 1840—, además de dar nacimiento al teatro nacional, solía incluir números de danzas folklóricas.

## Resurgimiento del folklore

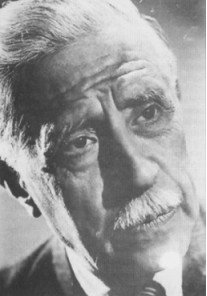
Andrés Chazarreta inició el resurgimiento del folklore argentino con sus históricas representaciones de 1906 en Santiago del Estero, interpretando la Zamba de Vargas, recopilada por él mismo, y de 1921 en el teatro Politeama de Buenos Aires, con su Compañía de Arte Nativo.

Ya desde fines del siglo XIX había comenzado un esfuerzo por recuperar el folklore como música nacional, impulsado por recopiladores como Ernesto Padilla, Andrés Chazarreta y Juan Alfonso Carrizo, o compositores-cantores como Saúl Salinas, padre de la tonada cuyana. La música folklórica comienza a divulgarse por el norte del país y para los años veinte ya estaba lista para proyectarse nacionalmente.
El resurgimiento nacional del folklore se fue produciendo por etapas. El 25 de agosto de 1906 Andrés Chazarreta realizó un histórico recital de guitarra en el Teatro Cervantes de Santiago del Estero que inició con la interpretación de la Zamba de Vargas, una canción popular anónima, probablemente la primera en tomar forma de zamba argentina, a la que se le ha atribuido haber sido tocada durante la trágica Batalla de Pozo de Vargas de 1867 provocando la victoria santiagueña, y que el propio Chazarreta recopiló tomándola de su entorno familiar. En ese momento se denominaba «música nativa» —el término «folklore» y «música folklórica» para referirse a la música popular inspirada en ritmos pertenecientes al folklore aparecería en los años cincuenta— y el propio Chazarreta formó su Compañía de Arte Nativo del Norte Argentino, que debutó el 19 de junio de 1911 y con la que recorrería el país.
Por entonces, Buenos Aires se constituyó como el centro de la difusión masiva de la música argentina, debido a la vitalidad de su mundo del espectáculo, por ser la sede de las compañías grabadoras de discos (los primeros discos argentinos para gramófono se grabaron en 1902) y la sede de las principales radioemisoras (Buenos Aires fue la ciudad en la que se realizó la primera transmisión radial de la historia, el 27 de agosto de 1920).
Si bien en los años de la década de 1910 el dúo Gardel-Razzano —que provenían del mundo de la payada y la milonga campera— integró su repertorio casi con exclusividad con canciones de base folklórica (El sol del 25, El moro, El pangaré), se considera que el momento clave del resurgimiento del folklore argentino fue la histórica representación que realizó Andrés Chazarreta en Buenos Aires el 16 de marzo de 1921 en el teatro Politeama, donde con gran éxito expuso sus recopilaciones de canciones populares como la Zamba de Vargas, La López Pereyra (compuesta por Artidorio Cresseri en 1901), La Telesita, entre otras. En 1925 grabaría para el sello Elektra su primer simple, con La 7 de abril y Santiago del Estero.
A partir de mediados de 1930, la ola inmigratoria proveniente de ultramar comenzó a decaer, a la par que se generó una gran ola migratoria interna, del campo a la ciudad y de las provincias (el «interior») a Buenos Aires. Este último proceso llevó el folklore a Buenos Aires, especialmente, y preparó las condiciones para lo que se llamaría el «boom del folklore» en los años cincuenta y sesenta.

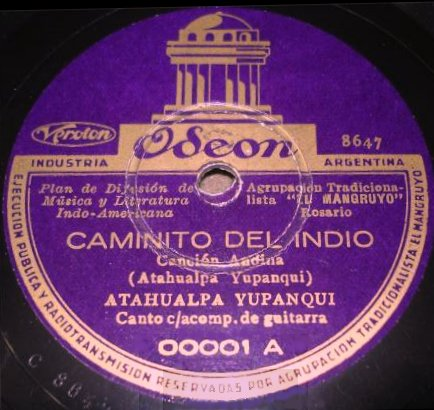
Primer disco de Atahualpa Yupanqui: Camino del indio, de 1936. Yupanqui recién alcanzaría el reconocimiento popular en los años sesenta.

La escasa importancia concedida a la música folklórica queda de manifiesto en una nota publicada por la revista Sintonía en 1935, titulada «Recital indígena por Radio Fénix», en la que se realizaba la crónica de la presentación de un joven cantante, Atahualpa Yupanqui:

"Agradable nota artística y no muy frecuente es la que ha ofrecido por la emisora Fénix el intérprete Atahualpa Tupanqui [sic, por Yupanqui]. La música indígena no ha tenido aquí una cabal manifestación hasta que el magnífico pianista Argentino Valle la reveló en emotivas interpretaciones. La actuación de A. Tupanqui [sic] no puede ser sino elogiosamente comentada y es de esperar que el artista reafirme el comentario periodístico con una actuación sobresaliente."

El 1 de octubre de 1937 el sanjuanino Buenaventura Luna (Sentencias del Tata Viejo) y su grupo La Tropilla de Huachi Pampa (Entre San Juan y Mendoza), del que formaba parte el Dúo Tormo-Canales (Antonio Tormo y Diego Canales) debutaron en Radio El Mundo de Buenos Aires, abriendo camino a la difusión masiva de la música folklórica; el éxito llevó a la emisora a poner en el aire en 1939 el programa folklórico El fogón de los arrieros.
En los años cuarenta se destacó el éxito nacional del grupo santiagueño Los Hermanos Ábalos (Nostalgias santiagueñas, De mis pagos, Chacarera del rancho), surgido en 1939, y la aparición de una generación de músicos clásicos, que utilizarían en sus composiciones los estilos musicales del folklore argentino, especialmente Carlos Guastavino y Alberto Ginastera. En esta década se generalizaron también los dúos folklóricos, como el ya mencionado Dúo Tormo-Canales, y otros como el Dúo Benítez-Pacheco, el Dúo Hermanos Cáceres, el de las tucumanas Vera-Molina, y conjuntos como el exitoso Llajta Sumac, dirigido por el dúo riojano Velárdez-Vergara.
En 1942 Los Hermanos Ábalos alcanzaron la fama en todo el país al aparecer interpretando su Carnavalito en la película La Guerra Gaucha, dirigida por Lucas Demare, con guion del tanguero Homero Manzi —de origen santiagueño— y Ulyses Petit de Murat.

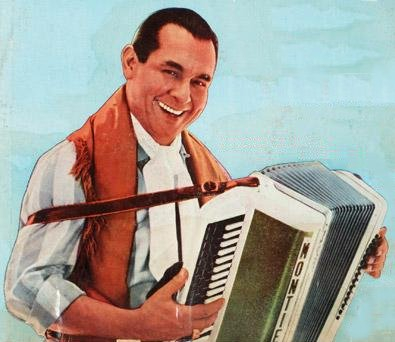
Ernesto Montiel, el «Señor del Acordeón», fundador del legendario Cuarteto Santa Ana en 1942, primer conjunto de música litoraleña en alcanzar el éxito masivo.

Como precursores de la música litoraleña se destacaron Emilio Chamorro y Osvaldo Sosa Cordero (Anahí, Naranjerita), con actuaciones en Buenos Aires desde los años veinte. El Tata Chamorro fundó el conjunto Los Hijos de Corrientes en 1931, definido como «escuela chamamecera», grabó discos para RCA Víctor desde 1935, y aparece en películas como Cándida (1939), Prisioneros de la tierra (1939) y Tres hombres del río (1943). Sosa Cordero logró que su canción Anahí fuera incorporada al repertorio escolar de todo el país en 1943 y grabó discos desde 1942 para el sello Odeón, con el conjunto Osvaldo Sosa Cordero y sus Correntinos. En 1942 Ernesto Montiel e Isaco Abitbol fundaron el legendario Cuarteto Santa Ana, que fuera el primero en alcanzar un éxito masivo. En los años cuarenta alcanzaría un éxito de difusión el chamamé Merceditas, interpretada por su autor, Ramón Sixto Ríos; con el paso de los años se convertiría, junto a Zamba de mi esperanza, en la canción más popular de la historia del folklore argentino.
El resurgimiento del folklore se manifestó también en la música clásica, con la aparición de compositores que comenzaron a incorporar ritmos y tonalidades de origen nativo en sus obras. Dos de ellos, Carlos Guastavino y Alberto Ginastera, expresaron dos grandes corrientes musicales frente al folklore: el primero encontrando en los ritmos folklóricos un medio para una relación más directa con el gran público; el segundo buscando en los ritmos folklóricos inspiración para experimentar con nuevas formas musicales.
Carlos Guastavino, desde fines de los años treinta, desarrolló una notable obra encuadrada en el nacionalismo musical, relacionando íntimamente música clásica y música folklórica. Entre sus obras se destacan Arroyito serrano (1939), La rosa y el sauce (1942), el ballet Fue una vez (estrenado en el Teatro Colón en 1942), Suite Argentina (1942), Tres romances argentinos (estrenada por la Orquesta Sinfónica de la BBC en 1949), entre otras. Para Suite Argentina, Guastavino compuso también la música de una canción clásica del repertorio hispanoamericano, Se equivocó la paloma, compuesta en 1941 con letra del poeta español Rafael Alberti, por entonces exiliado en Argentina.
Alberto Ginastera, desde un estilo menos popular, compuso en la misma época obras de inspiración folklórica, como Danzas Argentinas op. 2 para piano, Cinco Canciones Populares Argentinas, Las horas de una estancia, Pampeana nº 1 (1947) y Ollantay (1947). Pero fue en especial el estreno de la suite orquestal de su ballet Estancia, en 1941, la que consagró al músico.
En 1948 el simple Amémonos (RCA Víctor), interpretado por Antonio Tormo, vendió un millón de placas, superando incluso en ventas a los discos de tango de Carlos Gardel, por entonces líder indiscutido de la música popular argentina. El éxito estaba indicando la popularidad creciente de la música folklórica argentina y anticipaba el boom del folklore que se desencadenaría poco después.
En 1949, Buenaventura Luna puso en el aire por Radio Belgrano un programa llamado El canto perdido, con el fin de realizar una «antología bárbara» del «canto perdido en las tradiciones argentinas», con interpretaciones del grupo Los Manseros de Tulum.
Al reivindicar «lo bárbaro», Luna se oponía a la dualidad «civilización o barbarie» que había establecido Domingo Faustino Sarmiento, aceptada como un principio básico de la cultura oficial argentina, incluyendo en la noción de «barbarie» a la cultura folklórica de origen afro-hispano-indígena, y paradigmáticamente la cultura gauchesca.

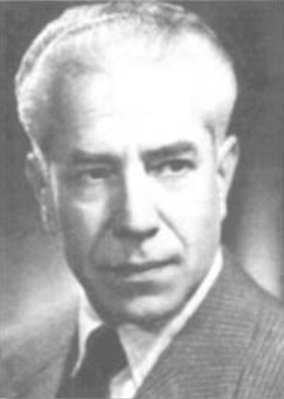
Carlos Vega (1898-1966). En los años treinta sentó las bases del Instituto Nacional de Musicología que lleva su nombre e inició los estudios sobre música y danzas folklóricas en Argentina.

Simultáneamente, en un reportaje radial, Buenaventura Luna ponía de manifiesto el sustrato sociocultural que estaba impulsando la cada vez mayor popularidad de la música de raíz folklórica:

"Una forma de civilización puede derrumbarse y se derrumba, pero la cultura no. A la larga el hombre siente la necesidad de buscarse en lo nacional, en sus cantares y en sus coplas. Es lo que está ocurriendo en Buenos Aires. Los provincianos han dejado de ser provincianos vergonzantes y se han animado a entonar las canciones del terruño en todos los puntos de la gran capital. Se ha llegado al desencanto ante lo foráneo, que abrumaba. ¡Y cómo abrumaba...! Hemos llegado al verdadero nacionalismo, sin vinchas ni divisas, que se soñaba desde la época de la Organización."
Buenaventura Luna.

Finalmente, el resurgimiento de la música folklórica se manifestó también en la aparición de los estudios e investigaciones sobre el tema, destacándose entre ellos la obra de investigadores como Carlos Vega, Isabel Aretz (1909-2005) y Augusto Raúl Cortázar (1910-1974). Carlos Vega (1898-1966) creó en 1931 el Gabinete de Musicología Indígena en el Museo Argentino de Ciencias Naturales de Buenos Aires, que se organizaría como entidad autónoma en 1948 con el nombre de Instituto de Musicología, que llevaría su nombre a partir de 1963. Vega identificó y analizó los instrumentos nativos y los ritmos y danzas folklóricas de Argentina, difundiendo sus hallazgos en obras fundamentales, como Danzas y canciones argentinas (1936), la serie Bailes tradicionales argentinos (años cuarenta), La música popular argentina (1944), Música sudamericana (1946), Los instrumentos musicales aborígenes y criollos de Argentina (1946), Las canciones folklóricas argentinas (1963), entre otras.

## El boom del folklore

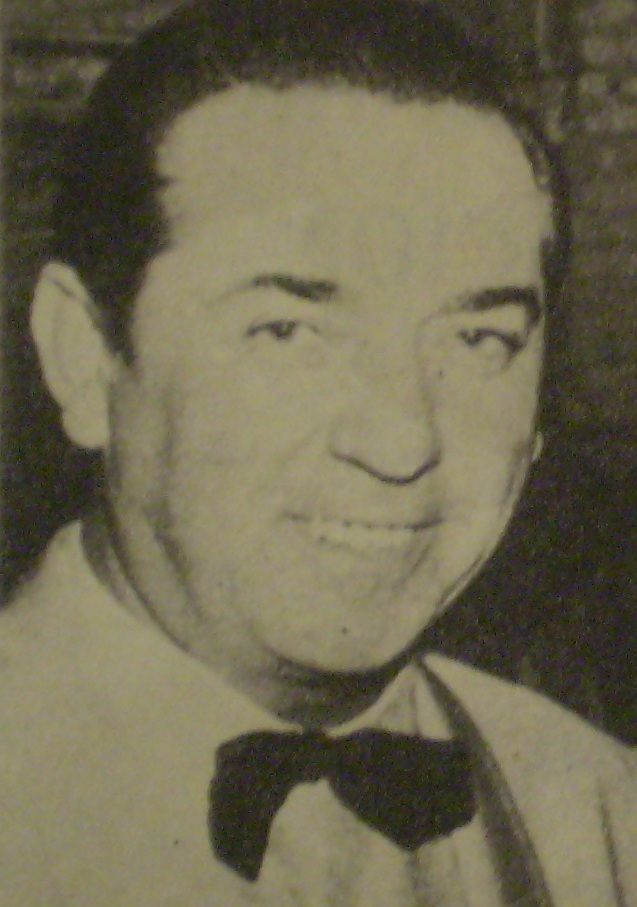
Antonio Tormo lanzó en 1950 la canción El rancho 'e la Cambicha, que vendió 5 millones de unidades, cifra nunca superada. Allí se inicia el «boom del folklore» en Argentina.

En los años cincuenta se produciría el llamado «boom del folklore», un fenómeno de difusión masiva y gusto por la música popular de raíz folklórica que obedeció a múltiples causas:
- la masiva migración, desde los años treinta, hacia Buenos Aires de trabajadores provenientes del llamado «interior» del país, de extracción cultural y étnica diferente de los inmigrantes europeos —mayormente italianos— que habían llegado hasta ese momento, durante siete décadas, y que estaban más ligados al tango;
- la expansión de los medios de comunicación de masas como la radio, el cine y el disco y la aparición de la televisión;
- el proceso de industrialización y urbanización;
- el mejoramiento de las condiciones de vida de una extensa clase asalariada y una amplia clase media y la aparición de una sociedad de consumo.

En 1949, el presidente Juan Domingo Perón promulga la Ley 3371/1949 de Protección de la Música Nacional, disponiendo que las confiterías y lugares públicos debían ejecutar un 50% al menos de música nativa, norma consolidada en 1953 con la Ley N.º 14.226, más conocida como Ley del Número Vivo, que ordenaba incluir artistas en vivo en las funciones cinematografícas. Las medidas promovieron una explosión de artistas y grupos folklóricos.
En 1950 el cantante mendocino Antonio Tormo lanzó, en disco simple de 78 rpm, la canción "El rancho 'e la Cambicha", de Mario Millán Medina, impulsora del rasguido doble.
De la misma se vendieron 5 millones de discos, un récord nunca superado en Argentina, una cantidad que prácticamente implicaba que todos los hogares con tocadiscos habían comprado un ejemplar. De hecho, en aquel 1950 el tango resultó postergado en las ventas, por primera vez, por una canción popular proveniente del folklore.
Tormo, llamado «el cantor de los cabecitas negras» y reconocido como el «inventor del folklore de masas», sería prohibido por la dictadura autodenominada Revolución Libertadora que derrocó al presidente Perón en 1955.

"Yo me transformé en el vocero del cabecita; del chico provinciano que venía a Buenos Aires a trabajar."
Antonio Tormo (2002)

Ese mismo año Polo Giménez se hizo famoso al estrenar su zamba "Paisaje de Catamarca", grabada en simple y álbum por el conjunto de Carlos Montbrun Ocampo (Nendivei) —en el que Giménez se desempeñaba como pianista—, y difundido en su popular programa Las Alegres Fiestas Gauchas en Radio Splendid.
El propio Polo Giménez, en su libro De este lado del recuerdo, relata ese momento así:

"Todavía la palabra «folklore» era un poco tabú, porque era sinónimo de vino, farras, borracheras de gente de baja categoría."

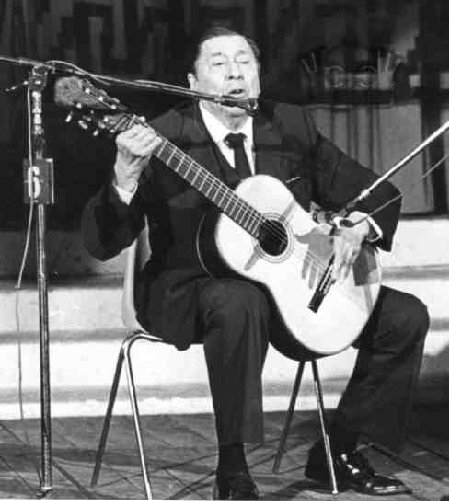
Atahualpa Yupanqui, perseguido en Argentina, alcanza el éxito en París al actuar junto a Édith Piaf el 7 de julio de 1950.

Al mismo tiempo, el pergaminense Héctor Roberto Chavero, más conocido como Atahualpa Yupanqui ("Camino del indio", "El arriero", "Luna tucumana", "Criollita santiagueña", "Duerme negrito", "Viene clareando", "Los ejes de mi carreta"), el arriero, de origen comunista y guitarrero», se radicó en Francia, donde alcanzó un éxito rotundo al cantar con Édith Piaf el 7 de julio de 1950.
A raíz de eso al año siguiente, grabaría tres discos simples en la discográfica francesa Le Chant du Monde, en los que se destacó la "Baguala de los minores" (sic, por mineros), luego retitulada "Soy minero", antecedente de la canción de protesta latinoamericana, que se extendería en las siguientes dos décadas. A partir de los años sesenta, «don Ata», como se lo llamaba cariñosamente, será reconocido como máximo exponente de la música folklórica argentina de todos los tiempos. Una chacarera con letra del poeta Miguel Ángel Morelli y música de Mario Álvarez Quiroga, llamada precisamente "A don Ata", sintetiza su obra y concluye con el siguiente estribillo:

Ahí anda don Atahualpa por los caminos del mundo,
Con una copla por lanza marcando los cuatro rumbos.
Que Dios lo bendiga, lo tenga en la gloria
por tanto recuerdos lindos y por su memoria.
"A don Ata", Miguel Ángel Morelli

Desde fines de los 1940 se destacaron los autores como los cuyanos Hilario Cuadros, Juan Gualberto Godoy, Eduardo Troncozo, el santafesino Ariel Ramírez, Armando Tejada Gómez, Hamlet Lima Quintana (porteño autor de las letras de varias célebres zambas).
Durante esta etapa aparecerían tres cuartetos fundamentales de la música folklórica argentina lanzan sus álbumes iniciales: Éxitos de Los Chalchaleros Vol 1,
Los Cantores de Quilla Huasi, y Canciones de cerro y luna de Los Fronterizos. En 1957 Jorge Cafrune y Tomás Tutú Campos entre otros forman Las Voces de Huayra.
Los Chalchaleros, que habían debutado en 1948 en Salta, no solo incorporaron gran cantidad de temas nuevos al cancionero folklórico popular ("Lloraré", "Zamba del grillo", "Sapo cancionero", etc.), sino que impusieron un estilo musical, a partir de un nuevo modelo de conjunto folklórico básico: cuatro integrantes, con dos barítonos, un tenor y un bajo, que tocan tres guitarras y un bombo.

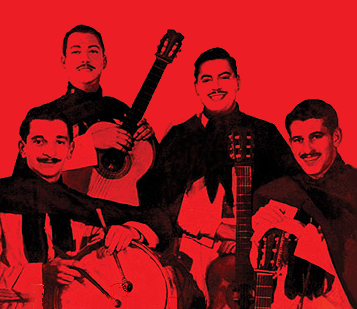
Los Chalchaleros.

En 1956 Los Chalchaleros lanzan su primer álbum, Éxitos de Los Chalchaleros (volumen 1). Impusieron el cuarteto de tres guitarras y bombo como nuevo tipo de conjunto de música folklórica, inspirando la creación de gran cantidad de grupos de estructura similar.
Los Chalchaleros se instalaron como uno de los principales conjuntos clásicos del folklore argentino, junto a Los Fronterizos ("El quiaqueño", "Zamba de Anta", "La López Pereyra"), Los Cantores del Alba ("La Felipe Varela", "Tonada del viejo amor", "Anocheciendo zambas", "Carpas de Salta"), Los Andariegos ("El cóndor vuelve"), Los de Salta ("Flor de lino", "La compañera"), Los Cantores de Quilla Huasi ("Zamba de la toldería"), Los Tucu Tucu ("Zamba de amor y mar", "Candombe para José"), Los Nocheros de Anta ("Zamba para no morir", "Canción de lejos"), entre tantos otros.
El boom del folklore también permitió la difusión masiva de músicos y cantantes que en muchos casos ya venían actuando en la escena de la música nativa desde varios años antes, como los virtuosos guitarristas Abel Fleury ("Estilo pampeano") y Eduardo Falú ("Zamba de la Candelaria", "La nochera"), la cantante Margarita Palacios ("Recuerdo de mis valles"), el bandoneonista Payo Solá ("La marrupeña"), el violinista Sixto Palavecino ("La ñaupa ñaupa"), Rodolfo Polo Giménez ("Paisaje de Catamarca", "Del tiempo i’mama"), Atuto Mercau Soria y Ariel Ramírez, entre muchos otros. Este último grabaría con Los Fronterizos en 1964 una de las obras culminantes de la música argentina, la Misa Criolla.a dictadura militar autodenominada Revolución Libertadora de 1955 inició grandes cambios en varias áreas del país, y como consecuencia la escena musical argentina cambió sustancialmente. El género fue seriamente afectado: la crisis económica y las presiones y censura de la dictadura llevó a que las radios reduzcan sus presupuestos, y a las orquestas y conjuntos a reducir su cantidad de integrantes, decenas de folcloristas fueron censurados, mientras que las letras podrían llegar a ser censuradas.
En 1965 Tomás Tutú Campos sin dudas una de las voces inigualables que dio el folklore, fundador de dos de los conjuntos más espléndidos de la época, Las Voces de Huayra junto a Jorge Cafrune entre otros, y de Los Cantores del Alba. Tutú es reemplazado en Los Cantores del Alba por Santiago Gregorio Escobar y decide realizar una carrera como sólista donde graba junto a la orquesta de Waldo de los Ríos y también con guitarras de Remberto Narváez y Luis Amaya entre otros, interpretando temas como "Guitarra trasnochada", "Noches isleñas", "El cocherito" y "Llorando estoy" entre otros.
En la música litoraleña, en este período también alcanzan el éxito músicos que venían actuando desde los años cuarenta, como Tránsito Cocomarola ("Puente Pexoa", "Kilómetro 11") —en cuyo homenaje se celebra el Día del Chamamé—, y Tarragó Ros ("La guampada" y "A Curuzú") —conocido como el Rey del Chamamé—, a los que se sumaron figuras nuevas como la notable voz de Ramona Galarza ("Merceditas",
"Pescador y guitarrero", "Virgencita de Caacupé", "Trasnochados espineles") —llamada la Novia del Paraná.
En Entre Ríos, Linares Cardozo realizó una notable obra de preservación del folklore entrerriano, en especial de la chamarrita, además de aportar sus propias obras al cancionero folklórico, como la conocida "Canción de cuna costera" y "Soy entrerriano", considerado el himno de la provincia.

## Folklore dinámico, Nuevo Cancionero, MPA

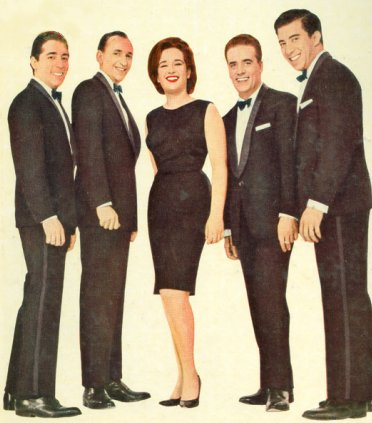
Los Huanca Hua, fundado en 1960, renovó las formas de interpretar el folklore. En la imagen la formación de 1963: Chango Farías Gómez, Carlos Coco del Franco Terrero, Marián Farías Gómez (había reemplazado a Hernán Figueroa Reyes), Guillermo Urien y Pedro Farías Gómez.

En los años sesenta se amplificaría el boom del folklore con el lanzamiento de los grandes festivales de música folklórica como el Festival de Cosquín (1961) y el Festival de Jesús María (1966), pero sobre todo con la aparición y difusión masiva de formas musicales renovadoras, en un proceso de alcance continental que adoptó denominaciones como los de «nueva canción latinoamericana», «proyección folklórica» y «folklore dinámico» o siglas como MPA (Música Popular Argentina), con sus equivalentes en otros países sudamericanos como Brasil (MPB) y Uruguay (MPU).
En 1968, el crítico musical Miguel Smirnoff, al presentar el álbum del Cuarteto Vocal Zupay publicado bajo el sugestivo título de Folklore sin mirar atrás Vol. 2, decía lo siguiente:

Es probable que muy pocas veces en el mundo —el caso brasileño es una de las excepciones— haya avanzado la música nacional de un país, en profundidad y riquezas, tanto como la argentina en los últimos años. [Se trata de] la creación de «eso» que, tal vez, sea expresión fiel de nuestro país en el mundo: la Música Popular Argentina, así, con mayúsculas, integrando los elementos del tango y el folklore a una base rítmica y melódica de valor universal y fácil comprensión en cualquier parte.

En 1960, el Chango Farías Gómez formó Los Huanca Huá, un grupo vocal que a partir de la introducción de complejos arreglos polifónicos, renovaría profundamente la música de raíz folklórica en Argentina y América Latina. Los Huanca Hua, en su formación inicial, estaba integrado también por Pedro Farías Gómez —quien asumiría la dirección desde 1966—, Hernán Figueroa Reyes —reemplazado poco después por la notable cantante Marián Farías Gómez—, Carlos del Franco Terrero y Guillermo Urien.
El folklore coral ya tenía antecedentes como la sorprendente experiencia precursora del Cuarteto Gómez Carrillo en los años cuarenta y cincuenta, o el conjunto Llajta Sumac, Los Andariegos, el Cuarteto Contemporáneo, el Conjunto Universitario "Achalay" de La Plata, y Los Trovadores del Norte (Puente Pexoa), ya en los años cincuenta. Pero sería el éxito de Los Huanca Hua lo que impulsaría la formación de grupos vocales en Argentina. Hasta ese momento la mayoría de los conjuntos trabajaba a dos voces, excepcionalmente a tres voces. Los grupos vocales —íntimamente relacionados con un proceso de desarrollo de los coros menos visible pero de gran alcance— comenzaron a introducir cuartas y quintas voces, contrapuntos, contracantos y en general a explorar las herramientas musicales de la polifonía y de antiguas formas musicales diseñadas para el canto, como el madrigal, la cantata, el motete, entre otras.
Siguiendo las posibilidades innovadoras para la música folklórica y popular que abrían los arreglos vocales, se crearon entonces varios grupos vocales como el Grupo Vocal Argentino, el Cuarteto Zupay (Marcha de San Lorenzo), Los Trovadores (Platerito), el Quinteto Tiempo, Opus Cuatro (A la mina no voy), Contracanto, Markama (Zamba landó), Huerque Mapu, Buenos Aires 8, Quinteto Santa Fe, Cantoral, Anacrusa, Santaires, De los Pueblos, Intimayu, etc. El movimiento se extendió a otros países de la región, principalmente a Chile en donde de forma casi simultánea al caso Argentino explota el movimiento Neofolklórico, con grupos como Los Cuatro Cuartos, Las Cuatro Brujas, Los de Ramon etc, Por la misma época nace Quilapayún y su obra máxima, la Cantata de Santa María de Iquique (1969), de enorme influencia en toda América Hispana.
También en 1960, con motivo del 150.º aniversario de la Revolución de Mayo, Waldo de los Ríos —hijo de la notable cantante Martha de los Ríos (La Shalaca)—, ejecutó y grabó en un álbum su Concierto de las 14 provincias, dando inicio a una expresión musical que combinaría audazmente la música moderna con los ritmos de raíz folklórica, que se manifestaría más adelante en varios álbumes y el quinteto Los Waldos, destacándose su tema Tero-tero. Un camino similar seguiría Eduardo Lagos.

Poco después, el dúo Leda y María, integrado por María Elena Walsh y Leda Valladares, presentó los espectáculos Canciones para mirar (1962) y Doña Disparate y Bambuco (1963), que «marcaron un hito en la historia cultural de los años sesenta».
De allí surgió una forma mucho más abierta de comprender la música folklórica y, sobre todo, una serie de canciones y personajes infantiles que formaron a varias generaciones, con clásicos como Manuelita, La vaca estudiosa en estilo de baguala, El reino del revés con forma de carnavalito, entre muchas otras.
Separada ya de María Elena Walsh, Leda Valladares se dedicó a recopilar y recrear el canto ancestral andino —al que años más adelante se referirá como «grito en el cielo»—, para confeccionar el Mapa Musical Argentino, registrado en once álbumes lanzados en esa década.
En 1962 los Huanca Hua ganaron el Premio Revelación Cosquín junto al trío Tres para el folklore (Luis Amaya, Chito Zeballos y Lalo Homer), quienes ese mismo año lanzaron el álbum EP Guitarreando, —incluye una interpretación antológica del clásico paraguayo Pájaro campana— renovando profundamente el uso de las guitarras en la música folklórica y que se volvería el modelo a seguir.
Casi simultáneamente, un grupo de músicos radicados en Mendoza, encabezados por Mercedes Sosa, Armando Tejada Gómez y Oscar Matus, lanzan el Movimiento del Nuevo Cancionero, reivindicando figuras del folklore argentino que habían permanecido marginadas, como Atahualpa Yupanqui y Buenaventura Luna, la necesidad de terminar con el enfrentamiento tango-folklore, y la propuesta de diseñar un cancionero «nacional» y latinoamericano, abierto a todos los estilos, pero que evitara a su vez la música puramente comercial.
Aunque muchos folkloristas no adhirieron estrictamente al Movimiento del Nuevo Cancionero, su impacto genérico renovó completamente la canción argentina, abriendo campo a lo que se denominara música popular argentina (MPA), un concepto creado con el fin de superar la antinomia folklore-tango o la oposición música tradicional-música moderna. El Movimiento del Nuevo Cancionero se proyectó también como movimiento musical latinoamericano, formando parte del Movimiento de la Nueva Canción.
Entre los muchos artistas que adhirieron expresamente al movimiento del Nuevo Cancionero se encuentran César Isella, Hamlet Lima Quintana (Zamba para no morir), Ramón Ayala (El mensú), Los Andariegos, Quinteto Tiempo (Quien te amaba ya se va), Las Voces Blancas (Pastor de nubes), Horacio Guarany (Si se calla el cantor, Si el vino viene), el dúo compositor del Cuchi Leguizamón y Manuel J. Castilla (Balderrama, La Pomeña), los Hermanos Núñez (Chacarera del 55), Ariel Petrocelli (Cuando tenga la tierra), Daniel Toro (Zamba para olvidarte), Chito Zeballos (Zamba de los mineros), etc.

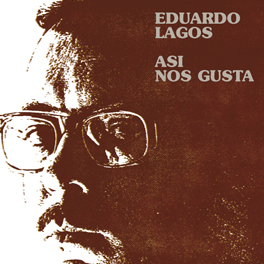
Eduardo Lagos. Portada de su influyente álbum Así nos gusta (1969), manifiesto de la proyección folklórica.

Otra línea renovadora del folklore, denominada música de proyección folklórica, tuvo exponentes destacados, como el ya mencionado Waldo de los Ríos y Eduardo Lagos. Lagos, quien ya había expresado su visión renovadora en temas como la chacarera La oncena (1956), grabaría en 1969 el álbum Así nos gusta (1969), en el que también participa Astor Piazzolla, que influiría fuertemente en las nuevas tendencias musicales del folklore. Lagos,  fue también el eje de una serie de reuniones de improvisación y experimentación folklórica informal en su casa, bautizadas humorísticamente por Hugo Díaz como folkloréishons, que a la manera de las jam sessions del jazz, solía reunir a Lagos, Piazzolla y Díaz, con otros músicos como Domingo Cura, Oscar Cardozo Ocampo, Alfredo Remus y Oscar López Ruiz, entre otros. Por entonces Lagos escribía:

Sabemos perfectamente que no estamos «haciendo folklore», pues el folklore ya está hecho y, a lo sumo, podremos hurgar en su esencia y en sus raíces para proyectarlo hacia hoy.
Eduardo Lagos

Otros folkloristas destacados del período son el charanguista Jaime Torres, el quenista Uña Ramos, el percusionista Domingo Cura, Jorge Cafrune (El orejano, Virgen india), Carlos Di Fulvio (Guitarrero), Los del Suquía (De Alberdi), Los Visconti (Mama vieja), Los Manseros Santiagueños (Añoranzas), el bombista y cantante Chango Nieto (Zamba a Monteros), el Chango Rodríguez (Luna cautiva), Hernán Figueroa Reyes (El corralero de Sergio Sauvalle), Las Voces de Orán (Zamba del fuellista), Suma Paz, Los Carabajal (Un domingo santiagueño), Los Arroyeños (Que se vengan los chicos), Los Indios Tacunau, el músico argentino-paraguayo Oscar Cardozo Ocampo (Zamba del nuevo día),  el intérprete de armónica Hugo Díaz, Coco Díaz ("Para que tia contar"). El "Cuchi" Leguizamón junto al Dúo Salteño aportan con sus interpretaciones una evolución en cuanto a lo melódico, lo armónico y poético.
Entre los intérpretes de música sureña o surera, se destacaron José Larralde (Herencia para un hijo gaucho), Argentino Luna (Mire qué lindo es mi país paisano), Alberto Merlo (La Vuelta de Obligado), Roberto Rimoldi Fraga (Argentino hasta la muerte), Omar Moreno Palacios (Sencillito y de alpargatas), entre otros. En el canto patagónico se destacaron el poeta Marcelo Berbel (La Pasto Verde) y sus hijos, los Hermanos Berbel (Quimey Neuquén), mientras que en la música litoraleña apareció Cacho Saucedo (Sapukay de triunfo macho), María Helena (Canto islero), el acordeonista Raúl Barboza y Los Hermanos Cuesta (Juan de Gualeyán).
En 1964 Jorge Cafrune conoció por medio de Los Hermanos Albarracín una zamba compuesta por un empresario de la construcción mendocino, aficionado al folklore, y decidió incluirla en su segundo álbum. La canción era Zamba de mi esperanza, de Luis Profili, registrada con el seudónimo de Luis H. Morales, y se convertiría, con Merceditas, en el tema más popular de la música folklórica argentina, tanto nacional como internacionalmente.

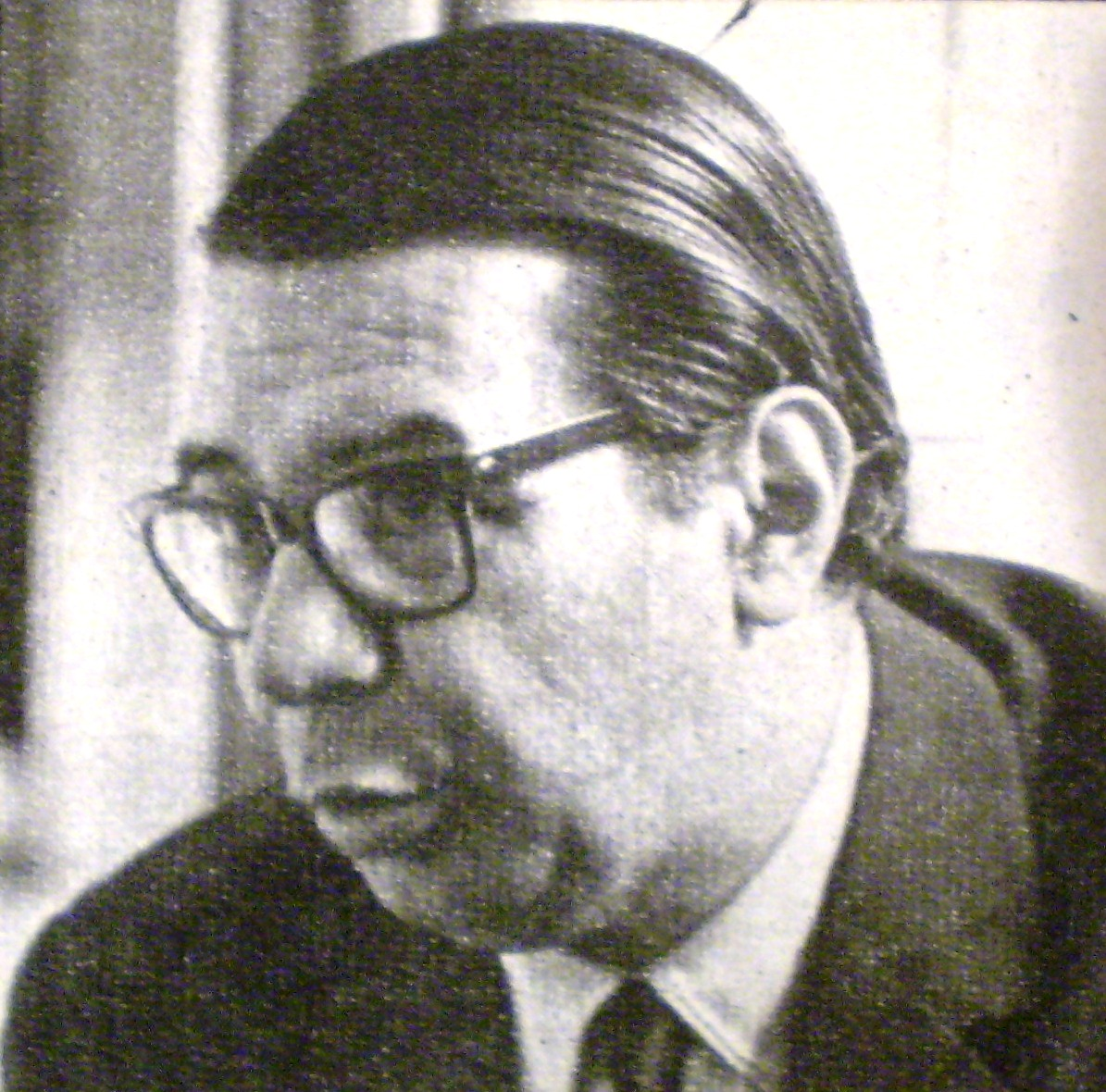
Ariel Ramírez, probablemente el compositor más importante de la música folklórica argentina. Autor de la Misa Criolla, Mujeres Argentinas, Cantata Sudamericana, y canciones como Alfonsina y el mar, Juana Azurduy, Antiguos dueños de flechas, etc.

En 1965 se estrenó la película Cosquín, amor y folklore de Delfor María Beccaglia, con las actuaciones de Elsa Daniel y Atilio Marinelli y la interpretación de temas musicales por los principales artistas del folklore como Atahualpa Yupanqui, Los Chalchaleros, Los Fronterizos, Los Cantores de Quilla Huasi, Los Huanca Hua, Los Trovadores, Eduardo Falú, Ramona Galarza, Ariel Ramírez, El Chúcaro y Norma Viola, Los Cantores del Alba, El Chango Nieto, Jorge Cafrune, Tomás Tutú Campos, Los Arribeños, Los de Salta, etc.
En 1968 Coco Díaz y Carlos Carabajal compusieron El mimoso que se convertiría en un gran éxito en los 70s: "¿De quién es esa boquita? Tuyita tuyita", se convertiría en un dicho popular. Probablemente uno de los puntos más alto de esa etapa haya sido Canción con todos (1969), compuesta por César Isella y Armando Tejada Gómez y cantada por Mercedes Sosa, que se ha convertido virtualmente en el Himno de América Latina.
En este período también se produjeron intentos de vincular más estrechamente el folklore con otras manifestaciones de la música popular argentina y latinoamericana. Entre ellos se destacaron los intercambios con el llamado rock nacional, como los que realizaran la banda Arco Iris, liderada por Gustavo Santaolalla, especialmente en su álbum Sudamérica o el regreso a la Aurora (1972), Roque Narvaja (Chimango, 1975), León Gieco y Víctor Heredia.
También se destacaron los álbumes de Los Cantores de Quilla Huasi dedicado íntegramente al tango (publicado originalmente en 1972 en Japón bajo el título La cumparsita y relanzado en 1975 en la Argentina como Tangos por Los Cantores de Quilla Huasi) y de Los Cantores del Alba interpretando canciones mexicanas, en la serie Entre gauchos y mariachis, lanzados entre 1975 y 1977.En el año 1969 compuso la música de Canción con todos, con letra del
poeta Armando Tejada Gómez, declarada “Himno de Latinoamérica” por la Unesco en
el año 1990, posteriormente Tejada Gómez sería uno de los cantautores más perseguidos autodenominado Proceso de Reorganización Nacional, 
En 1972 y 1973, se estrenaron las películas Argentinísima y Argentinísima II, de Fernando Ayala y Héctor Olivera, documentales musical-folklóricos, filmada en escenarios naturales de todo el país, con participación de los principales artistas del folklore argentino.

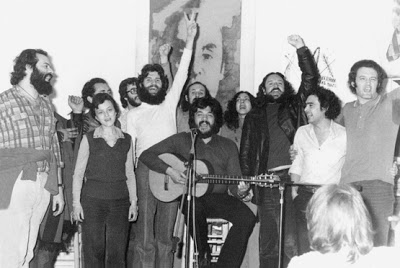
El colectivo de nueva canción Canto Popular Urbano (CPU) realizando un homenaje a Pablo Neruda en Buenos Aires, 1973.

De 1973 y 1974 datan los famosos conciertos en vivo realizados por el músico estadounidense Paul Simon con el grupo Urubamba, integrado por los argentinos Jorge Milchberg (charango), Uña Ramos (quena y siku) y Jorge Cumbo (flauta), y el uruguayo Emilio Arteaga (percusión). El éxito de los mismos llevó la música andina a su consagración mundial e hizo de El cóndor pasa la canción más conocida del folklore indoamericano. Los recitales están grabados en dos álbumes: Paul Simon in Concert: Live Rhymin con los registros de los dos recitales realizados en el Royal Albert Hall de Londres en junio de 1973, y Paul Simon in concert live composin' and the Band, grabado en Tokio el 20 de febrero de 1974.
En septiembre de 1974 el gobierno de la presidenta María Estela Martínez de Perón secuestró y destruyó el máster y los discos de la Misa para el Tercer Mundo, interpretada por el Grupo Vocal Argentino Nuevo, con música de Roberto Lar y textos del sacerdote Carlos Mugica, este último asesinado pocos meses antes por la organización terrorista Triple A. La obra se preservó a partir de algunas pocas unidades que habían sido distribuidas y recién volvió a interpretarse en 2007.
Algunos de los grandes trabajos de esta etapa son:
- el álbum Concierto de las 14 provincias (1960), de Waldo de los Ríos;
- el álbum Folklore en Nueva Dimensión (1964), por Ariel Ramírez, Jaime Torres y Domingo Cura;
- el álbum El Chacho. Vida y muerte de un caudillo (1965), por Jorge Cafrune, obra integral con letra de León Benarós y música de Eduardo Falú, Carlos Di Fulvio, Ramón Navarro y Adolfo Ábalos;
- el álbum Misa Criolla (1965), de Ariel Ramírez, por Los Fronterizos y Jaime Torres en el charango, coro y orquesta;
- el álbum Romance a la muerte de Juan Lavalle (1965), obra de Eduardo Falú y Ernesto Sabato;
- el álbum Folklore sin mirar atrás (1967), del Cuarteto Vocal Zupay;
- el álbum Folklore dinámico (1967), de Los Waldos, publicado en España;
- la gira De a caballo por mi Patria (1967), realizada por Jorge Cafrune en homenaje al Chacho Peñaloza, con la que recorrió todo el país;[112]
- el álbum Juguemos en el mundo (1968), de María Elena Walsh, donde aparece Serenata para la tierra de uno;
- el álbum Canto Monumento (1968), de Carlos Di Fulvio, una de las grandes obras integrales del músico cordobés;
- el álbum Así nos gusta (1968), de Eduardo Lagos, con Astor Piazzolla, Hugo Díaz y Oscar Alem;
- el álbum El mimoso (1968), de Coco Díaz
- el álbum Mujeres Argentinas (1969), obra de Ariel Ramírez y Félix Luna, interpretado por la cantante Mercedes Sosa y el organista Héctor Zeoli, que incluye entre otros, el tema Alfonsina y el mar;
- el álbum Dúo Salteño (1969) el primer disco  con temas como La Pomeña, Pastorcita perdida, La Arenosa. Este Dúo marcó una innovación con sus voces y la armonía del Cuchi Leguizamón
- el álbum El Canto de Salta (1971), de Dúo Salteño, con Gustavo "Cuchi" Leguizamón dónde se encuentra Zamba de Balderrama
- el álbum Homenaje a Violeta Parra (1971), de Mercedes Sosa, donde se encuentra Gracias a la vida;
- el álbum El arte de la quena (1971), de Uña Ramos;
- el álbum Camerata Bariloche: Eduardo Falú (1972), que grabó la interpretación de la Suite Argentina para guitarra, cuerdas, corno y clavecín de Eduardo Falú, y Jeromita Linares de Carlos Guastavino, realizada el año anterior por la Camerata Bariloche y Eduardo Falú en el Teatro General San Martín de Buenos Aires, con orquestación de Oscar Cardozo Ocampo.
- el álbum Las Voces Blancas cantan Atahualpa Yupanqui (1972), de Las Voces Blancas, primer álbum íntegramente dedicado a Atahualpa Yupanqui, máximo folklorista argentino.
- el álbum Anacrusa (1973), del grupo Anacrusa.
- el espectáculo dramático-musical El inglés, de Juan Carlos Gené y música de Rubén Verna y Oscar Cardozo Ocampo, interpretada por el Cuarteto Zupay y Pepe Soriano (1974).

## La música folklórica durante la dictadura militar de 1976

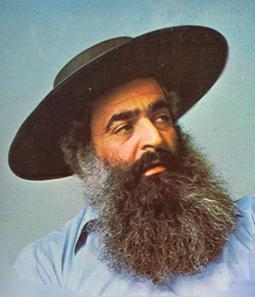
El cantautor jujeño de origen árabe Jorge Cafrune en 1978 desafió la censura cantando Zamba de mi esperanza en el Festival de Cosquín y días después fue atropellado por un Rastrojero (antigua camioneta pickup) que se dio a la fuga, mientras se dirigía a caballo a Yapeyú para realizar un homenaje a José de San Martín. Existen sospechas de que pueda haber sido un asesinato ordenado por la Junta Militar.

La dictadura militar que tomó el poder en 1976 afectó fuertemente la producción de la música folklórica argentina, dañada por la censura, las listas negras y las persecuciones a las que fueron sometidos los artistas, muchos de los cuales debieron exiliarse, debido a lo cual muchos discos fueron grabados y difundidos fuera de Argentina (Alemania, España, Francia, México, entre otros), pero no llegaron a ser escuchados por el público argentino. En esa época se hizo habitual que los músicos recibieran reiteradamente la misma advertencia telefónica anónima: «O te callás o sos tierra de cementerio». Las acciones represivas y listas negras contra artistas e intelectuales a ser secuestrados o censurados fueron conocidas como «Operativo Claridad».
Los integrantes del grupo Markama cuentan que "los obligaban a cambiar las letras de sus canciones porque ciertas palabras, como «pobre», «libertad» y «pueblo», estaban prohibidas; optábamos por cantarlas igual, pero en lengua quechua".
En 1976 Los Andariegos lanzaron su álbum Madre Luz Latinoamérica, su obra culminante y al mismo tiempo una manifestación crítica, que los haría víctimas de amenazas y finalmente llevados a disolverse y exiliarse en 1978.
En aquella oportunidad el grupo había escrito lo siguiente en la contratapa del álbum:

"Pero Madre Luz Latinoamérica no quiere ser sólo una obra descriptiva. Los simbolismos usados trasuntan un auténtico deseo de liberación y toma de conciencia. Los Andariegos, comarcanos y de larga data, nos confundimos en la musicalidad y en la esencia hispanoamericana porque nos sentimos y nos sabemos hijos de la Patria Grande y nos enorgullece poder cumplimentar en ritmos e instrumentos el sueño de nuestros Libertadores: ¡América Morena, únete, que unida serás grande...!"
Los Andariegos (1976)

En 1977 Mercedes Sosa, censurada, lanzó uno de sus álbumes más logrados, Mercedes Sosa interpreta a Atahualpa Yupanqui, complemento del que dedicara a las canciones de la chilena Violeta Parra, seis años antes.
Ese mismo año, Marián Farías Gómez, también víctima del exilio y la censura, grabó en París, con su hermano, el álbum Marian + Chango, incluyendo la participación de Kelo Palacios y Oscar Alem; el disco recién pudo editarse en Argentina en 1981.
Uno de los momentos más negativos de este período es la muerte del cantante Jorge Cafrune. En enero de 1978, Cafrune cantó Zamba de mi esperanza en el Festival de Cosquín, una tradicional canción que el público le pedía pero que se encontraba prohibida debido a que se refería a la esperanza.
Cafrune entonces dijo «aunque no esté en el repertorio autorizado, si mi pueblo me la pide la voy a cantar». Pocos días después, el 31 de enero de 1978, murió atropellado por un automovilista que se dio a la fuga cuando el artista se dirigía a caballo a Yapeyú. Existen serias sospechas de que se trató de un asesinato ordenado por el gobierno militar y ejecutado por el entonces teniente Carlos Villanueva, a quien dos sobrevivientes del centro clandestino de detención La Perla han señalado como la persona que dijo que «había que matarlo para evitar que otros cantantes hicieran lo mismo».
Entre los trabajos destacados de este período se encuentra la obra del cantautor Víctor Heredia, quien sufrió la desaparición de una hermana y que compuso canciones emblemáticas para ese momento como Todavía cantamos, Sobreviviendo e Informe de situación. También se destaca su álbum Víctor Heredia canta Pablo Neruda (1977), dedicado íntegramente a musicalizar al gran poeta chileno, cuyas obras eran censuradas por las dictaduras latinoamericanas de entonces. En este período y en el exilio, se desarrolla gran parte de la obra innovadora del ensamble Anacrusa, fundado en 1972, cuya éxito creciente en Argentina fue cortado abruptamente por la dictadura y el exilio. Algo similar sucedió con los primeros álbumes del Quinteto Tiempo, prohibidos en Argentina y difundidos exclusivamente en el exterior.
En 1978 César Isella, Cantoral, Ana D'Anna y Rodolfo Mederos, realizaron el notable álbum titulado Juanito Laguna, sobre el célebre niño villero de la pintura de Antonio Berni, con composiciones de Hamlet Lima Quintana, Cuchi Leguizamón, Iván Cosentino, Jaime Dávalos, Eduardo Falú y Armando Tejada Gómez -bajo el seudónimo de Carlos de Mendoza para eludir las listas negras- y una introducción realizada por el propio Berni. El álbum fue secuestrado por las autoridades y recién sería reeditado en 2005, con el agregado de dos temas de la serie, que no habían sido incluidos en la versión original: un tema de Astor Piazzolla y Horacio Ferrer y otro cantado por Mercedes Sosa.
Por su parte, el Chango Farías Gómez, desde el exilio, constituyó un grupo denominado Cancionero de la Liberación con el fin de actuar contra el régimen militar. El grupo logró el apoyo del presidente de Panamá Omar Torrijos, quien les facilitó el avión presidencial con inmunidad diplomática, que fuera utilizado para sacar del país a opositores perseguidos.
En este período aparece Margarito Tereré, un personaje infantil de historieta bajo la forma de un yacaré de cultura litoraleña, creado por el músico Waldo Belloso y su esposa, la poetisa Zulema Alcayaga. Margarito Tereré tuvo un programa de televisión, una película (1978) y varios álbumes, donde cantaba con sus amigos canciones folklóricas dirigidas al público infantil.
Entre las canciones más memorables se encuentran Que se va el cartero y El gato de la calesita. La pareja también fue autora del Himno a Cosquín.
En 1978, se grabó en Francia la Cantata Tupac Amaru, sobre un libro de poemas de Atahualpa Yupanqui (El sacrificio de Tupac Amaru, 1971) y música de Enzo Gieco y Raúl Maldonado, interpretado por la Agrupación Música de Buenos Aires, dirigida por Enzo Gieco con la participación del Coro Contemporáneo de Buenos Aires, dirigido por Jorge Armesto.
También en 1978 se creó en México el grupo argentino-mexicano Sanampay, dirigido por Naldo Labrín e integrado originalmente por Eduardo Bejarano, Delfor Sombra, Caíto Díaz, Hebe Rosell y Jorge González. Entre sus obras se destaca Coral terrestre (1982), con textos de Armando Tejada Gómez y música del grupo Sanampay.
En 1979 el Chango Nieto, acompañado por el bandoneonista Dino Saluzzi, grabó el álbum El Chango Nieto interpreta a Atahualpa Yupanqui y Homero Manzi, «porque quería romper esa división invisible que existía», según él mismo explicó, aludiendo al tradicional divorcio entre tango y folklore, en la música popular argentina.
En 1979, Mercedes Sosa editó en Argentina el álbum Serenata para la tierra de uno, tomando como mensaje el tema del mismo título de María Elena Walsh: «Porque me duele si me quedo, pero me muero si me voy». Poco después fue detenida en la ciudad de La Plata mientras realizaba un espectáculo, junto con todos los espectadores que habían tomado la decisión de asistir. El hecho la decidió a exiliarse, primero en París y luego en Madrid.
En enero de 1982 se produjo el regreso del exilio de Mercedes Sosa a la Argentina y la realización de trece recitales en el Teatro Ópera, luego lanzado como álbum doble bajo el título Mercedes Sosa en Argentina. En estos recitales, históricos en varios sentidos, Mercedes Sosa rompió con varios prejuicios que eran habituales en la música popular argentina hasta ese momento, incluyendo en su repertorio canciones de rock argentino, junto a Charly García y Fito Páez, así como tangos, como Los mareados.

"En el ’81 fui a ver Submarino amarillo en España, y me admiré y me dio vergüenza de mí misma, por haber tenido el prejuicio de no verla cuando se estrenó. De la misma manera yo no había escuchado a Charly García ni a Nito Mestre. Indudablemente a ellos les debe haber pasado lo mismo con nosotros. El ser humano está lleno de prejuicios y preconceptos, y la falta de libertad no sólo se siente en la libertad colectiva, sino en la libertad mental de cada persona".
Mercedes Sosa.

## Luego de la guerra de las Malvinas y la recuperación de la democracia

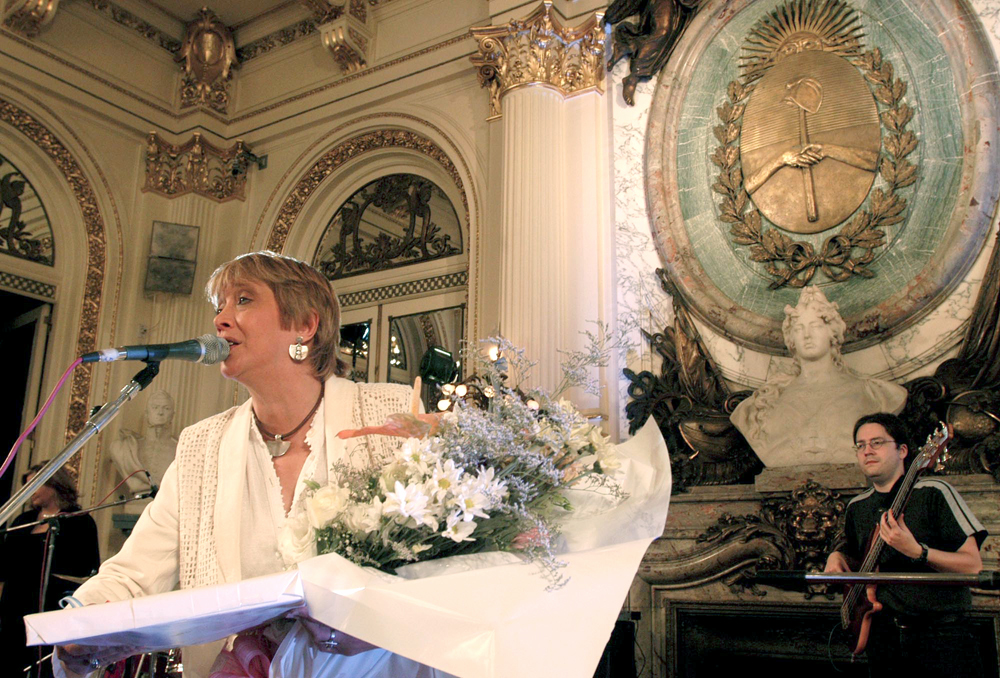
En 1985 la correntina Teresa Parodi rompió récords de ventas con su álbum El Purajhei, en donde cantaba temas propios que se volvieron clásicos, como Pedro Canoero y Apurate José.

La guerra de las Malvinas, iniciada el 2 de abril de 1982, tuvo un impacto notable y paradójico sobre la música argentina, debido a que los medios de comunicación, autorizados por el régimen militar gobernante, comenzaron a difundir música popular argentina en grandes cantidades, con el fin de promover el nacionalismo en la población. Este fenómeno, que también influyó sobre el rock nacional y el tango, permitió que volvieran a difundirse muchos de los artistas prohibidos, algunos de ellos desconocidos por las generaciones más jóvenes, y que resurgiera el interés por el folklore.
La cantante Suma Paz, una de las principales intérpretes de Atahualpa Yupanqui, ejemplifica la situación contradictoria generada por la guerra en el siguiente conflicto que mantuvo con una empresa discográfica:

"Hacia fines de los años setenta me ofrecieron grabar una versión de La hermanita perdida (canción de Atahualpa Yupanqui sobre las Malvinas), que al final terminé grabando en 1981. Pero pasó todo el año y, como no salía, me la pasé llamando al sello. No me daban bolilla, hasta que en 1982, durante la guerra de Malvinas, lo primero que hicieron fue querer sacar el disco. Yo, que lo había esperado un montón de tiempo, me opuse y les dije que si lo sacaban les hacía juicio. No quería hacer el papel de cierta gente que vendía discos a rolete mientras nuestros jóvenes morían en las islas. Era inmoral. Pero negarme me costó 12 años sin poder grabar: desde el ’82 hasta el ’94."
Suma Paz.

En 1983 el Cuarteto Vocal Zupay y el actor Pepe Soriano lanzan el álbum El inglés, composición musical de Oscar Cardozo Ocampo y Rubén Verna, correspondiente a la obra teatral de Juan Carlos Gené, repuesta al regresar del exilio, ambientada en la primera invasión inglesa de Buenos Aires, en 1806.
La recuperación de la democracia en 1983 permitió la difusión de una nueva generación de folkloristas, como Peteco Carabajal (Como pájaros en el aire), Teresa Parodi (Pedro canoero), Antonio Tarragó Ros (María va, Cachito campeón de Corrientes), Suna Rocha (Me voy quedando), Raúl Carnota (Grito santiagueño), el Chango Spasiuk, el Grupo Huancara, la Chacarerata Santiagueña (fundada por Juan Carlos Gramajo), Rubén Patagonia, Los Santiagueños (formada por Peteco Carabajal, Jacinto Piedra y Juan Saavedra), Jorge Marziali (Los obreros de Morón) y el "cantor-cuentista" Mario Bofill ("Cantalicio vendió su acordeón", "Viva la Pepa"), que alcanzara una enorme popularidad en la música litoraleña.
En el verano de 1985, en consonancia con la política cultural del gobierno democrático asumido en diciembre de 1983, el canal estatal de televisión decidió transmitir en directo para todo el país las dos primeras horas de cada una de las «nueve lunas» del Festival de Cosquín. La importancia de esta medida para la difusión de la música folklórica ha sido resumida por los organizadores del evento del siguiente modo:

"Este hecho, que es consecuencia directa del pensamiento cultural que deriva del retorno de la democracia de nuestra nación, se ha repetido a partir de ese año en forma consecutiva, logrando en casi todas las oportunidades el rating más alto correspondiente en la programación de los cuatro canales televisivos de la Capital Federal."
Comisión Municipal de folklore de Cosquín.

En 1985 y 1986 el músico y compositor León Gieco inició su proyecto De Ushuaia a La Quiaca, con el que recorrió el país generando y recogiendo estilos y versiones musicales populares. Reflexionando sobre el acontecimiento, Gieco ha dicho que «fue posible que el rock y el folklore dejaran de mirarse con desconfianza; hoy ya no es así y con aquella gira todo empezó a cambiar».
Simultáneamente, el Chango Farías Gómez, recién vuelto del exilio, formó el grupo Músicos Populares Argentinos (MPA), con Peteco Carabajal, Jacinto Piedra, Verónica Condomí y Rubén Izaurralde, «que transformó el repertorio folklórico en los años ochenta, con arreglos originales y la incorporación de instrumentos eléctricos. MPA fue tan rupturista para la época que le valió a Peteco Carabajal un histórico abucheo en su propia tierra, Santiago del Estero, porque volvía tocando una chacarera con guitarra eléctrica». En el mismo sentido y también en 1985, la banda de rock argentina Soda Stereo lanzó la canción Cuando pase el temblor, en ritmo de carnavalito andino, obteniendo un enorme éxito continental.
En 1986 el trío Vitale-Baraj-González (conformado por Lito Vitale, Bernardo Baraj y Lucho González), vinculado al rock, actuó en el Festival de Cosquín, donde ganaron el Premio Consagración, destacándose con una versión revolucionaria de Merceditas que quedó como emblema de la agrupación.
Sobre el éxito popular del grupo Baraj reflexionaría más tarde diciendo:

"Logramos llevar adelante un concepto que no tenía antecedentes en la historia de la música popular argentina."

En 1987, la entrerriana Liliana Herrero se lanzó como solista realizando un «folklore supermoderno», incorporando abiertamente el rock.
Ese mismo año, Ramón Navarro y Héctor David Gatica grabaron La Cantata Riojana y el grupo Sin Límites, dirigido por Oscar Cardozo Ocampo, el álbum del mismo nombre. En la música litoraleña, el trombonista Abelito Larrosa Cuevas y el guitarrista Mateo Villalba realizaron el álbum Juntata linda en el litoral, con participación del acordeonista Isaco Abitbol en dos temas.
En 1991, el sikuri Uña Ramos lanzó su álbum Puente de Madera, con la colaboración de José Luis Castiñieira de Dios y Narciso Omar Espinosa, el primero de una serie de obras de creación propia, que obtuvo el Gran Premio Internacional de Disco de la Academia Charles Cros.
En 1993 el grupo de rock Divididos lanza una versión folklórico-roquera del tema tradicional El arriero, de Atahualpa Yupanqui, que obtuvo una excelente recepción en el público joven y generó un apasionado debate sobre los límites del folklore.
En 1994 Leda Valladares lanzó Grito en el cielo, volúmenes 1 y 2, en el que recopila bagualas y vidalas cantadas por coplistas de las comunidades rurales andinas y por músicos profesionales de todos los géneros como Suna Rocha, Pedro Aznar, Fito Páez, Liliana Herrero, Oscar Palacios, Raúl Carnota, Federico Moura, Daniel Sbarra, Fabiana Cantilo, León Gieco, Gustavo Santaolalla, Gustavo Cerati, el grupo Mitimaes, entre otros. Ese mismo año, Raúl Mercado, exintegrante de Los Andariegos, compuso la Cantata a los libertadores sobre poemas de Canto general de Pablo Neruda, estrenándola en la casa de José de San Martín en Boulogne-sur-Mer, en Francia.

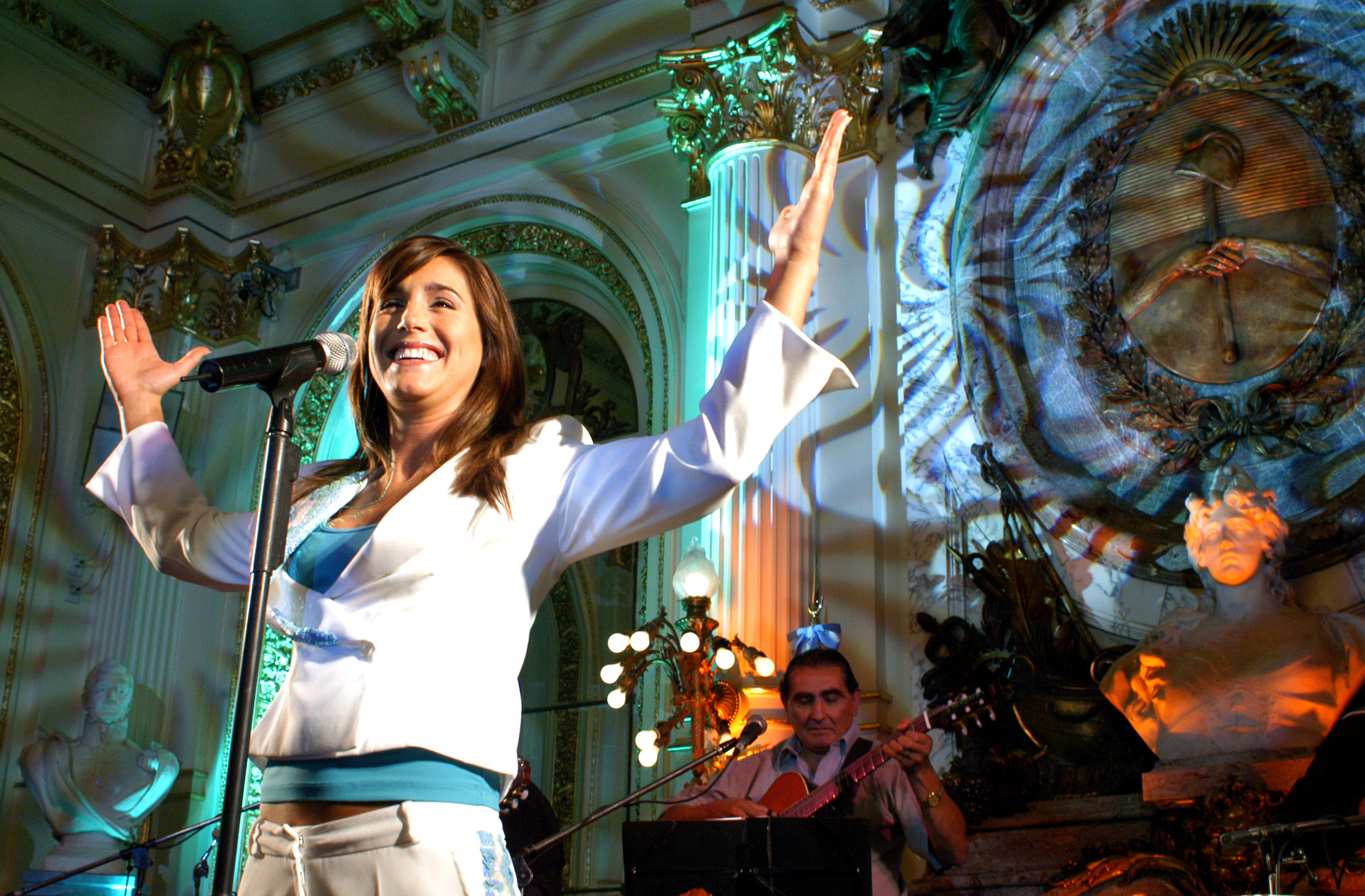
Soledad Pastorutti, La Sole, alcanzó la fama cuando tenía quince años y se volvió una de las máximas figuras actuales de la música folklórica argentina.

En 1995 una adolescente de catorce años, Soledad Pastorutti, proveniente del pueblo de Arequito, en la provincia de Santa Fe, se destacó en las peñas callejeras que rodean el Festival de Cosquín, llevando a los organizadores a invitarla para cantar en el mismo. Sin embargo, en el momento de salir al escenario, sufrió la frustración de que las autoridades se lo impidieron debido a una ordenanza local que prohibía que menores de quince años actúen en espectáculos públicos luego de la medianoche.
Al año siguiente Soledad, la Sole, apadrinada por César Isella, volvió para presentarse en el festival, con cobertura nacional de la televisión, realizando una actuación memorable que cerró cantando a dúo con su hermana Natalia, revoleando un poncho, la chacarera A Don Ata, de Miguel Ángel Morelli y Mario Álvarez Quiroga, y obteniendo el premio Revelación Cosquín 1996.
Años después, Soledad recordaría ese momento con las siguientes palabras:

"Cosquín representa el nacimiento de mi carrera artística, el nacimiento de Soledad como artista. Aquella noche de 1996 fue mágica, me marcó muchísimo a mí y también al público... Cada persona que me encuentro me dice que me vio esa noche, como si todos hubieran estado allí, como que fue un momento mágico."
Soledad Pastorutti.

Inmediatamente después Soledad lanzó su primer álbum, Poncho al viento, que vendió 800.000 unidades y se convirtió en uno de los mayores éxitos de la historia del folklore argentino. El éxito explosivo de Soledad abrió una corriente de identificación de los adolescentes y los jóvenes con la música de raíz nativa, que se prolongaría en los años siguientes con nuevos artistas; por el impacto popular los medios de comunicación la bautizaron el "Tifón de Arequito".
En 1996 nació la compañía El sonido de mi tierra, del santiagueño Luis Pereyra, quien presenta un despliegue de un folklore total de la Argentina, uniendo así la cultura y las provincias, hasta el tango con el folklore. Gira con el espectáculo musical desde 2003 por todo el mundo y trabaja junto a su esposa Nicole Nau. Presentó parte del espectáculo dentro de los festejos de los 40 años de la película Argentinísima de Julio Marbiz en el Teatro Astral. Luego, el espectáculo se presentó en el Festival de Cosquín de 2014, con instrumentos de música en vivo autóctonos. VIDA!, su última producción, fue presentada en 2017 en el Folies Bergère de París.

## Tendencias actuales
Las últimas décadas han mostrado una confluencia de la música popular argentina, tanto de las corrientes provenientes del folklore, como del tango y el rock nacional, con figuras como Soledad, Tamara Castro, Luciano Pereyra, Los Nocheros, Jorge Rojas, Abel Pintos, Facundo Toro, el Chaqueño Palavecino, Raly Barrionuevo, el Dúo Coplanacu, Los Díaz Pasan Volando, Luis Salinas, Daniel Tinte, Los Tekis, Los Alonsitos, Amboé, Los Hermanos Pachano, Tamara Moreno, Seba Ibarra, Tonolec, Karamelo Santo, Sentires del Alma, Bruno Arias, la vientista Micaela Chauque, entre otros. Algunos de ellos integran una corriente que ha dado en llamarse folklore joven.
El 28 de enero de 1997 Mercedes Sosa cerró el Festival de Cosquín incorporando a Charly García, uno de los emblemas del rock argentino. El hecho fue motivo de discusiones entre quienes tienen una versión más pautada del folklore y aquellos que tienen una actitud más abierta a otros géneros. Ambos artistas interpretaron Rezo por vos, Inconsciente colectivo, De mí y la versión roquera de García del Himno nacional argentino y recibieron una ovación, conformando una de las noches históricas del festival. Mercedes Sosa, por su parte, anunció en ese momento su decisión de no volver a Cosquín, agotada por las polémicas.
En 1998, el escritor, músico y conductor radial Alejandro Dolina lanzó como álbum doble su obra Lo que me costó el amor de Laura, editada por Querencia, definida por el autor como una opereta criolla, y que se encuentra construida sobre ritmos de tango y folklore. En 2000 la obra fue presentada en el Teatro Avenida de Buenos Aires con gran éxito de público. En el disco la opereta está interpretada por la Orquesta Sinfónica Nacional dirigida por Pedro Ignacio Calderón, mientras que los personajes fueron interpretados por el propio Alejandro Dolina (Manuel), Julia Zenko (Laura), Juan Carlos Baglietto (El Otro), Joan Manuel Serrat (El Guardián), Mercedes Sosa (La Pitonisa), Sandro (El Seductor), Les Luthiers (Los Hombres Sabios), Ernesto Sabato (El Mozo), Horacio Ferrer (El Vecino), Marcos Mundstock (El Locutor), Los Huanca Hua (La Murga del Tiempo, el Choro del Carnaval Triste), Martín Dolina (El Pibe), Claudia Brant (La Dama del puente), Gabriel Rolón (El Corroborador), Ana Naón y Sonia Rolón (Las Chicas Feas), Carlos Bugarín y Héctor Pilatti (Los Borrachos), Guillermo Stronati (El Pelado), y Elizabeth Vernaci (La Morocha).
En 2001 Waldo Belloso y Zulema Alcayaga lanzan el álbum Canciones para argentinitos, al que seguiría un Canciones para argentinitos (volumen 2), con canciones propias famosas, muchas de ellas a través del personaje de Margarito Tereré, interpretadas por músicos destacados del folklore argentino como Paz Martínez, Yamila Cafrune, Tamara Castro, Santaires, Antonio Tarragó Ros, Ramona Galarza, Gerardo López,
entre otros.
En 2007 apareció Argentina folklore, un sitio web creado por el cantante folklórico Gustavo Cisneros para reunir a músicos independientes y permitir la descarga gratuita de sus temas.
En 2008 el Festival de Cosquín incluyó en su programación, por primera vez, a un grupo de rock, optando por Divididos, debido a que esta banda ha incluido en su repertorio clásicos de la música folklórica.
En la actualidad, las nuevas generaciones le dan su propio estilo al folklore pero intentando mantener las raíces del mismo, con la incorporación de nuevos instrumentos y ritmos, expresando formas de pensar que están ligadas a la sociedad y sus problemáticas actuales.

### Para ver y oír
La siguiente selección permite escuchar una muestra representativa de la historia del folklore argentino.
- «Cantos selk’nam», Tierra del Fuego. Memoria Chilena. En este sitio es posible escuchar las grabaciones etnográficas más antiguas de que se tenga registro en Argentina (1906).
- Payada al museo José Hernández, payada gaucha, por José Curbelo, en el Día del Payador.
- Cielito federal (siglo XIX), por Atilio Reynoso.
- Viva Jujuy, bailecito tradicional jujeño (andino), por Jaime Torres.
- Zamba de Vargas (1906), zamba tradicional, la primera recopilada por Andrés Chazarreta. Interpretada por Los Chalchaleros en el Festival de Cosquín de 1999.
- El rancho ’e la Cambicha (1950), por Antonio Tormo, RCA Víctor, en el sitio web oficial de Antonio Tormo.
- Zamba de la Candelaria (1952), zamba clásica de Jaime Dávalos y Eduardo Falú, interpretada por este último. YouTube.
- Dulzura quichua (chacarera), por Sixto Palavecino, testimonio de la música santiagueña.
- La vaca estudiosa (1963), baguala de y por María Elena Walsh. Clásico de la canción folklórica infantil.
- Misa Criolla: «Gloria» (1964), de Ariel Ramírez, por Los Fronterizos y el Coro de la Catedral de San Isidro, dirigido por Gustavo Felice. Considerada la obra cumbre del folklore argentino.
- Zamba de mi esperanza (1964), por Jorge Cafrune en el programa La hora con Raffaella Carra, por TVE. YouTube.
- Canción con todos (1969), de Armando Tejada Gómez y César Isella, por Mercedes Sosa. YouTube. Una de las canciones más importantes del folklore latinoamericano, característica del Nuevo Cancionero.
- Viejo Caá Catí, de Edgardo Romero Maciel y Alberico Mansilla, por Ramona Galarza, en la película Argentinísima II (1973). Clásico de la música litoraleña.
- Pedro Canoero (1985), de y por Teresa Parodi en versión de 2007. Música litoraleña. Éxito de los años ochenta.
- El arriero (1944), de Atahualpa Yupanqui, por Divididos. Lanzado en el álbum La era de la boludez (1993). Famosa versión rock de una de las canciones más conocidas del folclore argentino.
- «Soledad Pastorutti», La Sole. Canciones y videos. Sitio web oficial. Una de las artistas más destacadas de la última generación de artistas folklóricos.
- «Argentina folklore». Sitio web oficial de Argentina folklore. Consultado el 14 de marzo de 2009. Sitio de descarga gratuita de música folklórica de artistas independientes.

- Datos: Q5899657